# Liberec
Liberec (německy Reichenberg) je statutární město v okrese Liberec na severu Čech a krajské a univerzitní město Libereckého kraje. Se svými přibližně 108 tisíci obyvateli je páté největší město v Česku (třetí v Čechách). Spolu se sousedním Jabloncem nad Nisou a okolními obcemi vytváří širší sídelní aglomeraci s 220 tisíci obyvatel. V katastrálním území města se jako enkláva nachází obec Stráž nad Nisou. Liberec je zakládajícím členem Euroregionu Nisa, od roku 2004 i jeho hlavním městem.

## Poloha
Liberec se nachází zhruba 91 km severo-severovýchodně od Prahy a 99 km severo-severozápadně od Hradce Králové. Město leží v Liberecké kotlině Žitavské pánve mezi Ještědsko-kozákovským hřbetem jižně a Jizerskými horami severovýchodně. Pata radnice je ve výšce 374 m n. m., nejvyšším bodem katastru města je vrchol Ještědu (1012 m n. m.), nejnižší je hladina Nisy v severní části Machnín (325 m n. m.) Městem protéká Lužická Nisa a její přítoky, například Černá Nisa a Harcovský potok, na němž leží Harcovská přehrada. Přirozenými vodními plochami jsou rybníky: například Vesecký (tzv. Teich), Kačák (Žabák) v Krásné Studánce či rybník Seba (hráz) v Janově Dole.

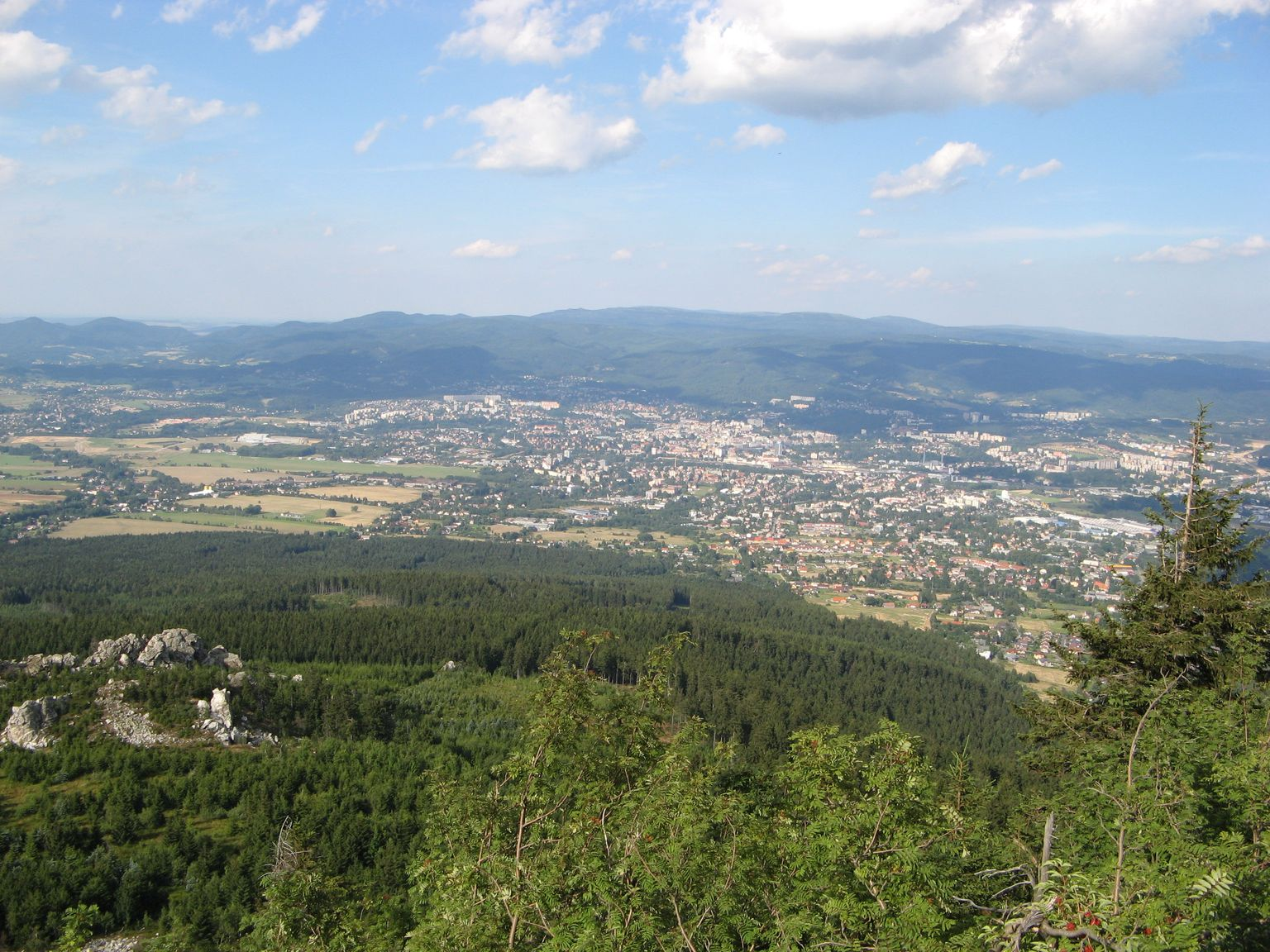
Pohled na Liberec z Ještědu

Liberec se do roku 1939 rozprostíral na ploše 6,2 km², což dnes představuje historický střed města. Po připojení 11 obcí 1. května 1939 se město rozrostlo o dalších 23 obcí v letech 1954, 1963, 1976, 1980 a 1986. Po roce 1989 se naopak čtyři obce od města oddělily. Rozloha katastru města tak činí 106,09 km². Z toho tvoří 35,2 % zemědělská půda, přes polovinu jí jsou louky a pastviny. Dvě třetiny nezemědělské půdy tvoří půda lesní (celkem 39,9 % rozlohy). Sousedními obcemi sídla jsou Chrastava, Rádlo, Janov nad Nisou, Jablonec nad Nisou, Bedřichov, Proseč pod Ještědem, Jeřmanice, Stráž nad Nisou, Dlouhý Most, Šimonovice, Světlá pod Ještědem, Mníšek, Kryštofovo Údolí a Nová Ves.

## Podnebí
Podnebí Liberce určuje jeho poloha v kotlině mezi dvojicí horských masivů. Protože jsou tyto horské hřebeny překážkou proudění vlhkého atlantického vzduchu, jsou ve městě poměrně hojné srážky. Jejich průměrný úhrn je 803,4 mm ročně – nejdeštivějším měsícem je srpen s 88,4 mm, nejsušší je únor s 46,2 mm. Průměrná teplota vzduchu je 7,2 °C, nejteplejším měsícem je červenec s 16,2 °C, nejchladnější leden, kdy průměrná teplota činí −2,5 °C.

## Název
Původ názvu města je stále nejasný, býval předmětem mnoha diskusí, často dokonce národnostně podbarvených. Patrně nejstarším doloženým tvarem názvu je Reychinberch z roku 1352 a Raichmberg (1369). Přípona -berg znamená německy „hora“ a reich „bohatý“. Protože však tehdejší osada zvláštním bohatstvím neoplývala, považuje se název buď za přání osadníků, nebo za název přinesený z Německa.
Český ekvivalent jména vznikl zkomolením: Rychberk (1545), Lychberk (1592), Libercum (1634), Liberk (1790) a konečně Liberec (1845). V případě, že po sobě následovala v jednom slově dvě písmena „r“, docházelo v lidové mluvě ke změně jedné z nich na „l“, podobným vývojem prošel také název osady Liberk (původně Rehberg či Richnberg) u Rychnova nad Kněžnou. Přípona -ec se do slova dostala přes přídavné jméno „liberecký”.

## Městské symboly

Znak Liberce

Znak města Liberce tvoří stříbrný štít, na kterém je hradební zeď rubínové barvy s dvojicí věží a cimbuřím. Na stříbrných závěsech zavěšené zlaté veřeje brány jsou otevřené, horní polovinu brány uzavírá zlatá padací mříž se stříbrem kovanými špičkami. V každé z věží se nachází otevřená branka, nad kterou je střílna a podlouhlé okénko dělené křížem. Věže mají stříšku rubínové barvy zakončenou zlatou makovicí s modrým, vlajícím praporkem. Na zdi nad bránou visí štít lazurově modré barvy se stříbrným kolem, které bylo znakem Redernů. Na cimbuří mezi věžemi stojí rozkročen zlatý lev s korunkou na hlavě, červeným jazykem a vztyčeným ocasem.
List městské vlajky se dělí na dva vodorovné pruhy, červený nahoře a bílý dole. List má poměr šířky k délce 2:3. V jeho žerďové polovině je znak města ve španělském štítě.
Předchozí městské logo bylo tvořené stylizovanými siluetami dvojice nejvýznamnějších staveb města: radnice a hotelu Ještěd, kde levá část radnice a pravá část hotelu jsou spojeny v jeden celek. Logo bylo doplněno malým nápisem Liberec.
Současné logo, používané od roku 2017, tvoří jednoduchá šipka vzhůru ^, která symbolizuje Ještěd, a výrazný nápis Liberec..

## Historie

### Středověk: Skromné počátky v 13. a 14.  století
Patrně na konci 13. století začala na obchodní cestě z Čech do Lužice, na brodě přes Harcovský potok, vznikat osada, kde si obchodníci mohli po náročném přechodu Ještědského hřebene odpočinout. První zmínka o této obci je z roku 1352 (původní název Reychinberch). V té době byl Liberec proti sousednímu Hrádku nad Nisou nebo Frýdlantu bezvýznamný.

### 16. století: Povýšení na město

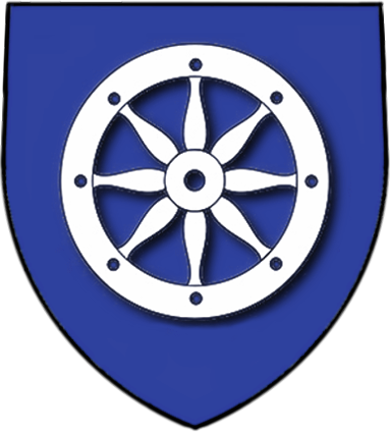
Erb Redernů, pánů Liberce od roku 1551 do 1620, jejichž erb je ve znaku města i libereckého kraje

Prvními významnými vlastníky okolního území byli Bieberštejnové, svobodní páni původem ze Saska. Když v roce 1551 vymřela frýdlantská větev Bibrštejnů po meči, prodal císař Ferdinand I. panství Frýdlant, Liberec a Závidov za 40 000 tolarů šlechtici Bedřichovi z Redernu. Redernové se zasloužili především o rozvoj města, byly svobodní páni původem ze Slezska, kteří založili liberecký zámek s nádhernou kaplí, špitál a další stavby a za jejichž panování císař Rudolf II. roku 1577 povýšil Liberec na město. Na znaku nového města je od té doby znak Redernů – stříbrné vozové kolo. Kateřina z Redernu dala také podnět k budování radnice v letech 1599–1603. Ve stejné době již určovaly ráz města první kamenné stavby. Postavili také u řeky Nisy v roce 1561 Panský pivovar. Zásluhou jejich hejtmana Joachima Ulricha z Rosenfeldu byly vydlážděny hlavní ulice a v roce 1565 bylo vybudováno dřevěné vodovodní potrubí, na které bylo napojeno několik kašen. Liberec tehdy měl 57 domů v okolí bývalého Staroměstského náměstí (dnešní Dr. Edvarda Beneše). Ve městě žilo přibližně 600 obyvatel. Soupis obyvatel z roku 1560 obsahoval pouze německá jména.

### 17. století: Počátky textilnictví

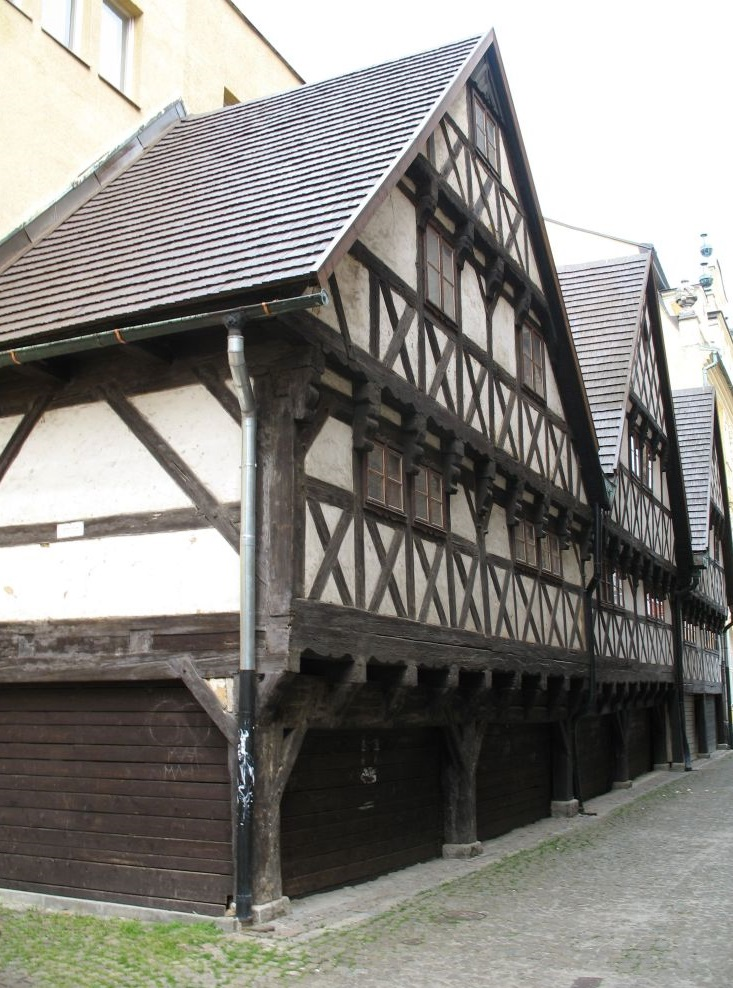
Valdštejnské domky z konce 17. století

Když Redernové po Bitvě na Bílé hoře vynuceně opustili Frýdlantsko i Liberecko, získal toto panství za 150 000 zlatých Albrecht z Valdštejna, pozdější vévoda frýdlantský. Ten město pověřil zvýšenou výrobou sukna, do kterého oblékal svou armádu. Založil také Nové Město v oblasti dnešního Sokolovského náměstí zastavěné hrázděnými domy. Poslední tři tyto „Valdštejnské domky“ (vzniklé ovšem až kolem roku 1680) zůstávají ve Větrné ulici. Po vévodově smrti připadl Liberec hraběti Matyáši z Gallasu, jehož rod pocházel z pomezí dnešních Korutan a Itálie.

### 19. století: Zlatý věk

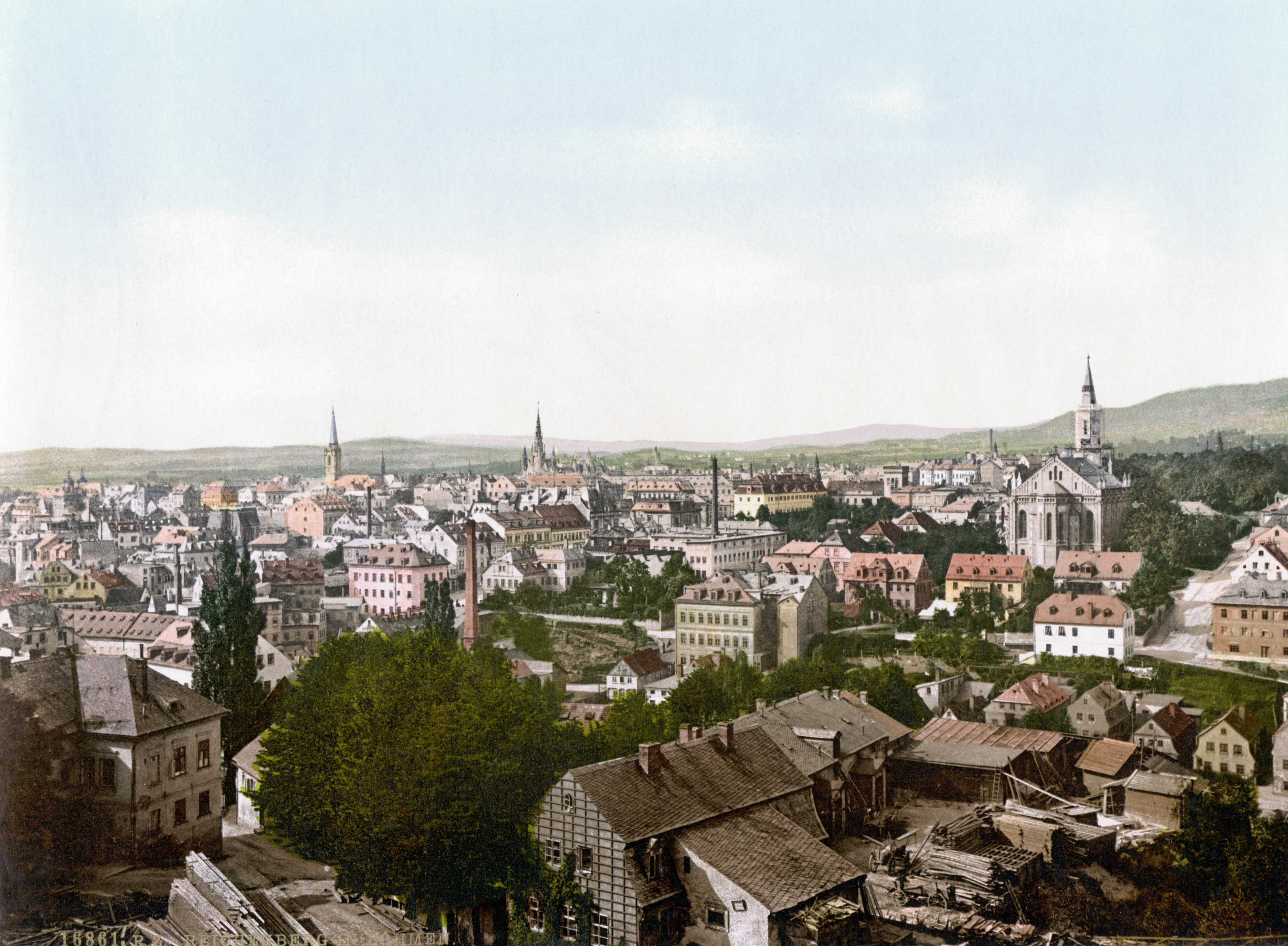
Fotochrom Liberce kolem roku 1900

Zlaté období nastalo pro Liberec v 18. století s rozvojem textilního průmyslu. Nejprve se původní cechovní výroby přerodila v manufakturní, kdy v Liberci pracovalo na 800 soukenických mistrů, 480 tovaryšů a víc než 1000 jejich pomocníků. Liberec se tak stal největším manufakturním městem Království českého a jeho důležitost ještě stoupla přeměnou manufaktur na textilní továrny.
21. prosince 1850 Liberec získal postavení statutárního města, čímž se ze správního hlediska co do důležitosti zařadil v Čechách hned za Prahu. Toto období bylo zlatým věkem města, stavělo se mnoho honosných vil, moderních škol. Do města byla roku 1859 zavedena železnice z Pardubic a Žitavy. V této době zde průmyslník Johann Liebieg založil továrnu Johann Liebieg & Comp. (pozdější Textilana). Ve městě byly 3 konzuláty, 50 textilních továren a 60 kovoprůmyslových podniků včetně automobilové továrny RAF.
Město bylo v polovině 19. století druhým největším městem v Čechách, v roce 1857 zde žilo 18 854 obyvatel. Dne 9. prosince 1850 obdržel Liberec zvláštní obecní statut, který měl úroveň okresu. Takové postavení měla kromě Liberce v Čechách pouze Praha. V letech 1858–1859 byla postavena městská plynárna. Dne 1. září 1859 bylo funkční plynové veřejné osvětlení, které obsahovalo 214 plynových lamp, které postupně nahrazovaly petrolejové lampy. Od roku 1850 bylo město sídlem okresního i krajského soudu.

### Přelom 19. a 20. století: Hlavní město německých Čech

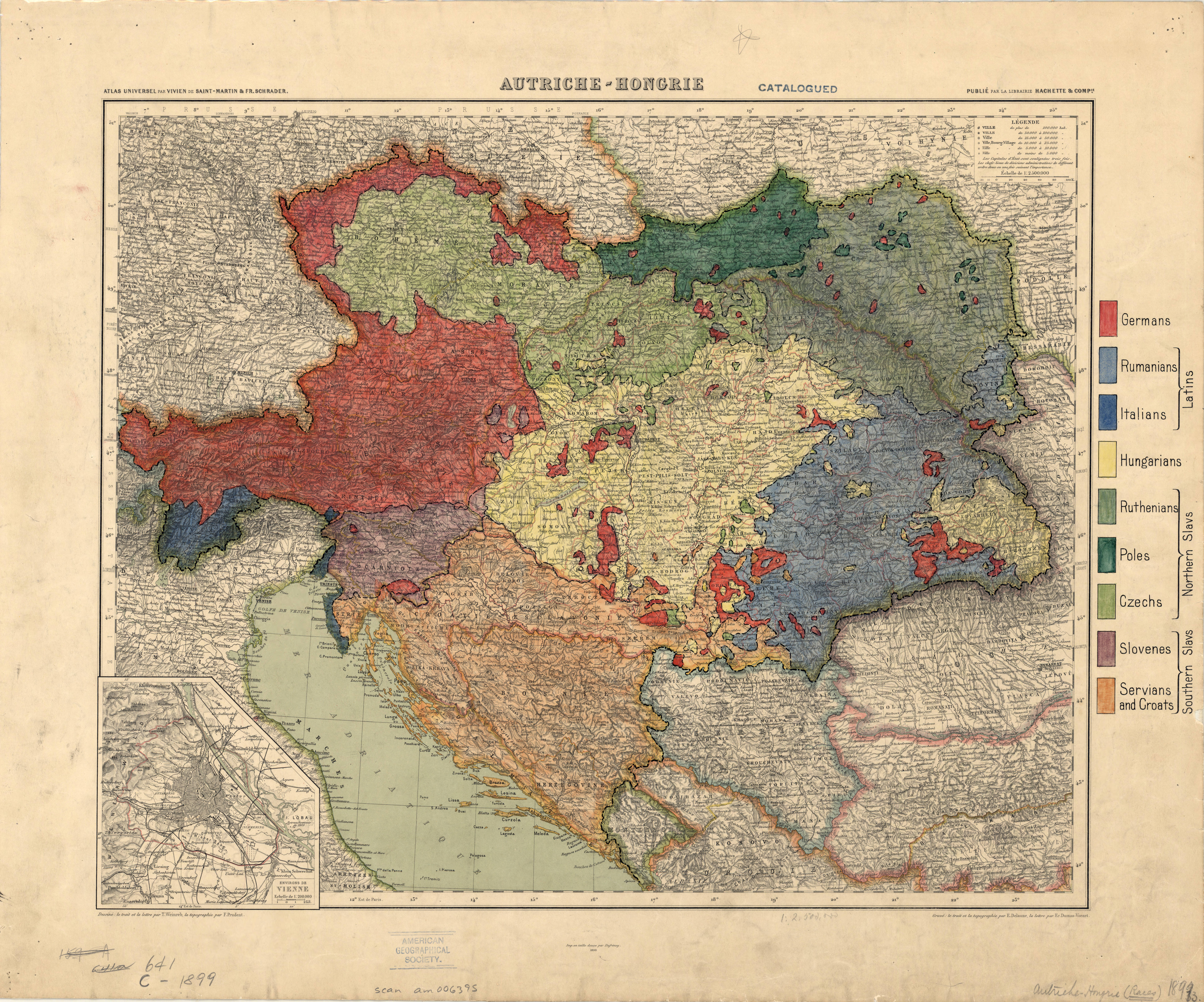
Liberec byl centrem textilního průmyslu Rakousko-Uherska a také nejlidnatějším a nejdůležitějším městem českých Němců (na mapě jsou všechna převážně německy mluvící území vyznačena červeně)

V roce 1890 bylo v Liberci jen 1613 českých obyvatel z celkových 30.890. Bylo to tedy více německy hovořících než v Praze, kde se podíl česky mluvících rychle zvyšoval. Reichenberg tak jako nejlidnatější německy mluvící město Zemí Koruny české, bylo centrem českých Němců (Deutsch-Böhmer). Bylo také centrem snahy německé menšiny udržet si privilegované postavení, které rostoucí česká populace v rámci národního obrození zpochybňovala.

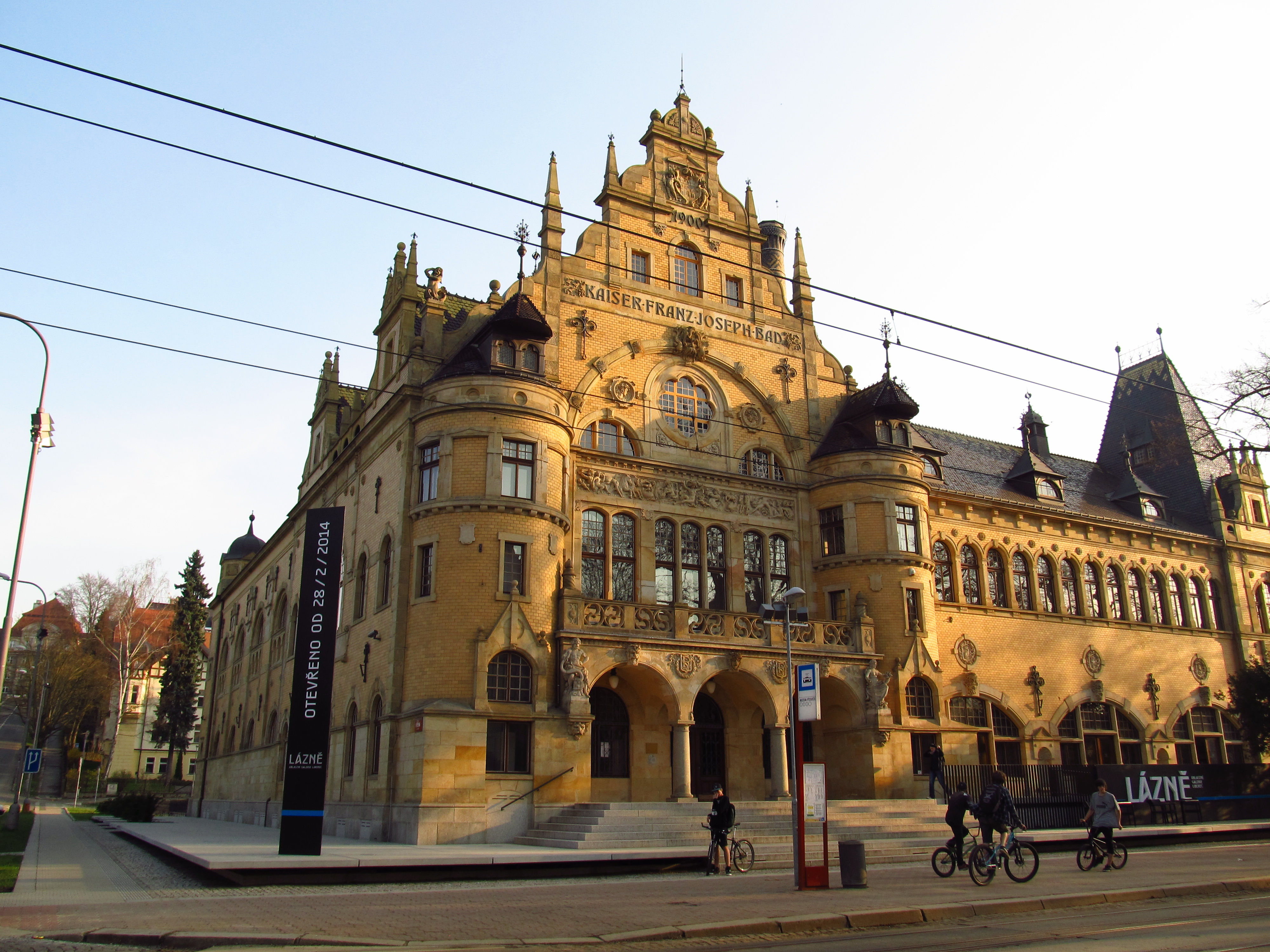
Lázně jako mnohé jiné reprezentativní budovy, byly postaveny ve stylu severoněmecké (hanzovní) neorenesance z režných cihel, ta symbolizovala velkoněmecký nacionalismus

Ve volbách v roce 1885 došlo k zásadní změně, když německé liberály ve vedení říšské rady i zemského sněmu vyhráli radikální nacionalisté. Následné pouliční bouře donutili odstoupit liberálního starostu Liberce Ludwiga Ehrlicha. Tento politický přelom se projevil také v architektuře města. Městské divadlo ještě postavilo liberální německé vedení města ve stylu univerzální rané italské neorenesance (jako Národní divadlo v Praze či budovy na metropolitní Ringstrasse). U pozdější soutěže na novou radnici už vyžadovalo nacionalistické vedení fasádu v německé renesanci a navíc do soutěže vyzvalo jen německy mluvící architekty z Rakouska a Německa. Od poloviny 80. let 19. století se tak německem inspirované stavby vymezovaly nejen proti české ale i rakousko-uherské identitě. Mezi tyto “německé” stavby patří například Průmyslové muzeum, Císařské lázně, Obchodní a živnostenská komora,  Turnhalle či sál Volksgarten. Naopak Liberecká spořitelna vlastněná německými liberály byla v letech 1888-1891 vystavěna v italizující neorenesanci. 
Symbolickým vrcholem národnostního soupeření bylo uspořádání Výstavy německých Čech (Deutschböhmische Ausstellung) v roce 1906 v Liberci, která měla trumfnout českou Jubilejní výstavu z roku 1891 v Praze. Zúčastnil se jí dokonce císař František Josef. Tato výstava mimochodem založila tradici výstavnictví v Liberci, na kterou město navázalo po druhé válce v 50. letech.

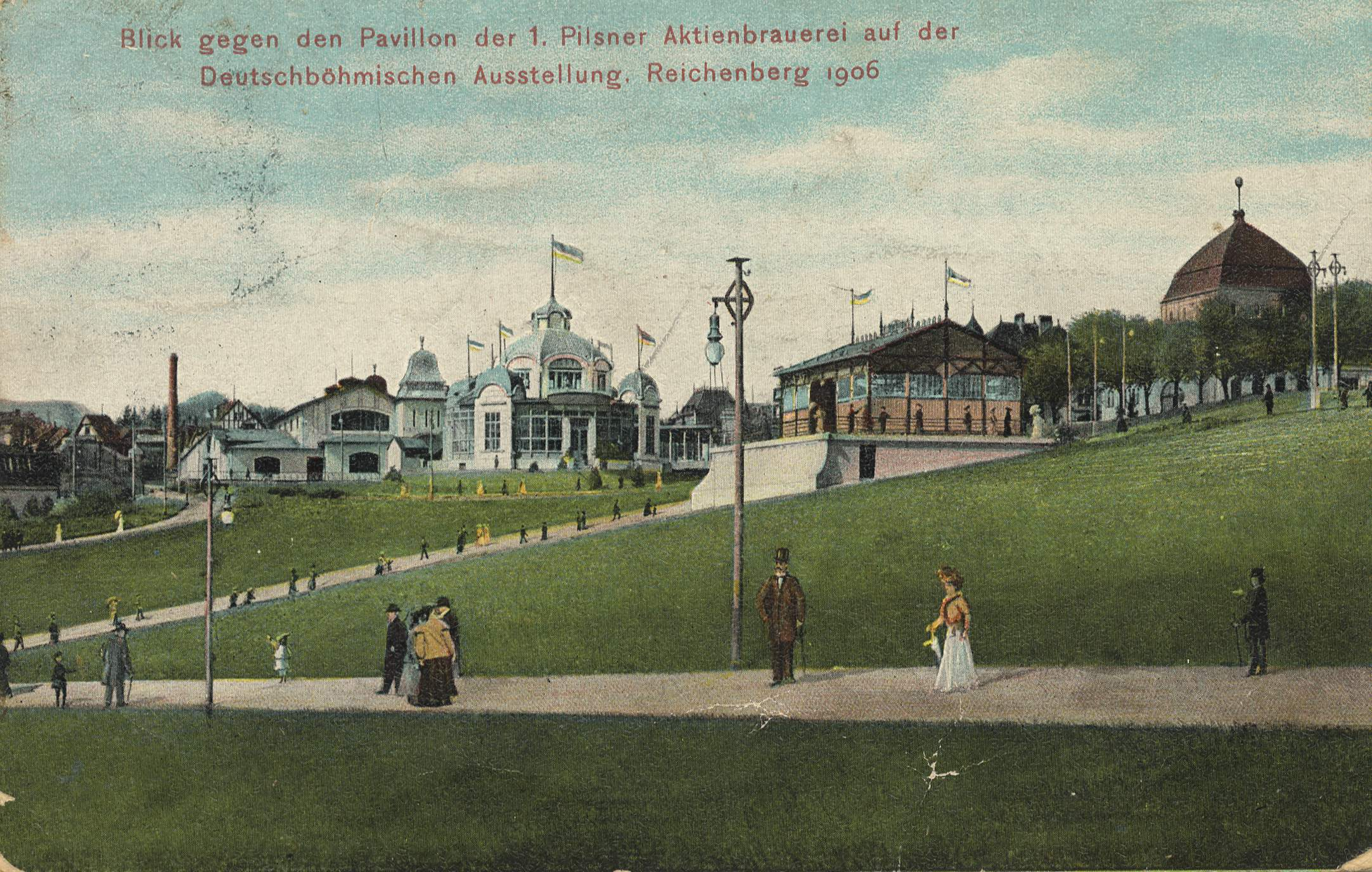
Výstava německých Čech (Deutschböhmische Ausstellung) z roku 1906, která měla ukázat ekonomickou a kulturní nadřazenost nad českou jubilejní výstavou v Praze

### 20. století, 1. polovina: Velká válka a doba meziválečná
Prosperitu města ukončila první světová válka. Na místě čtvrti Ostašov tehdy vznikl zajatecký tábor pro víc než 40 000 ruských a italských vojáků.

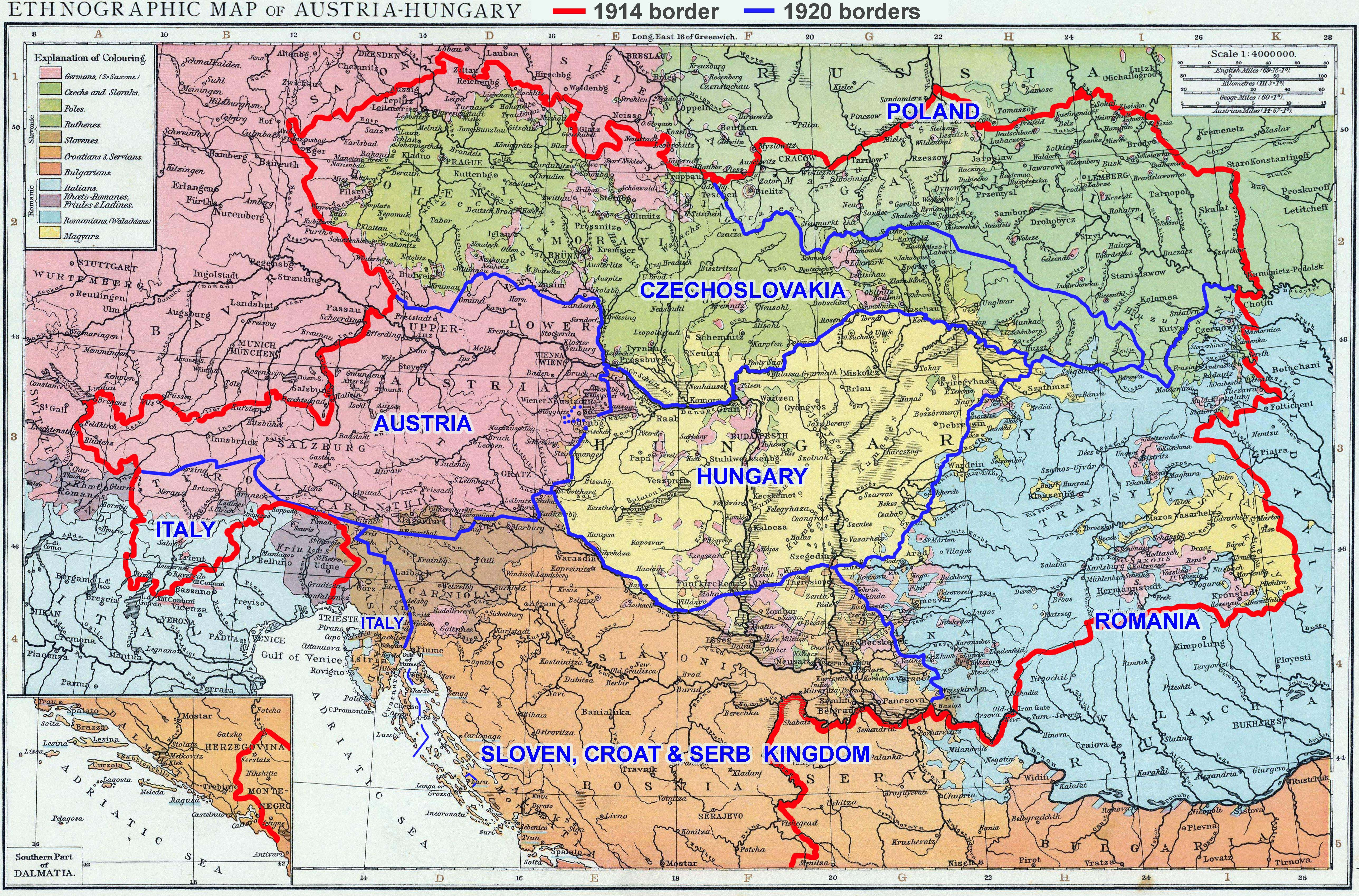
Po rozpadu Rakousko-Uherska se stali Čeští Němci, včetně těch libereckých, v nově vzniklém Československu menšinou, třebaže jich bylo více než Slováků.

Národnostní složení města se stalo problémem po vzniku Československa na podzim 1918. Aby se sudetští Němci neocitli ve státě, kde jejich město budou ovládat Češi, vyhlásili v severním pohraničí provincii Deutschböhmen s vlastní vládou, měnou a Libercem jako hlavním městem. Jejich snaha přidružit se k Německu nebo Rakousku skončila, když nová československá armáda v prosinci téměř bez boje území obsadila.

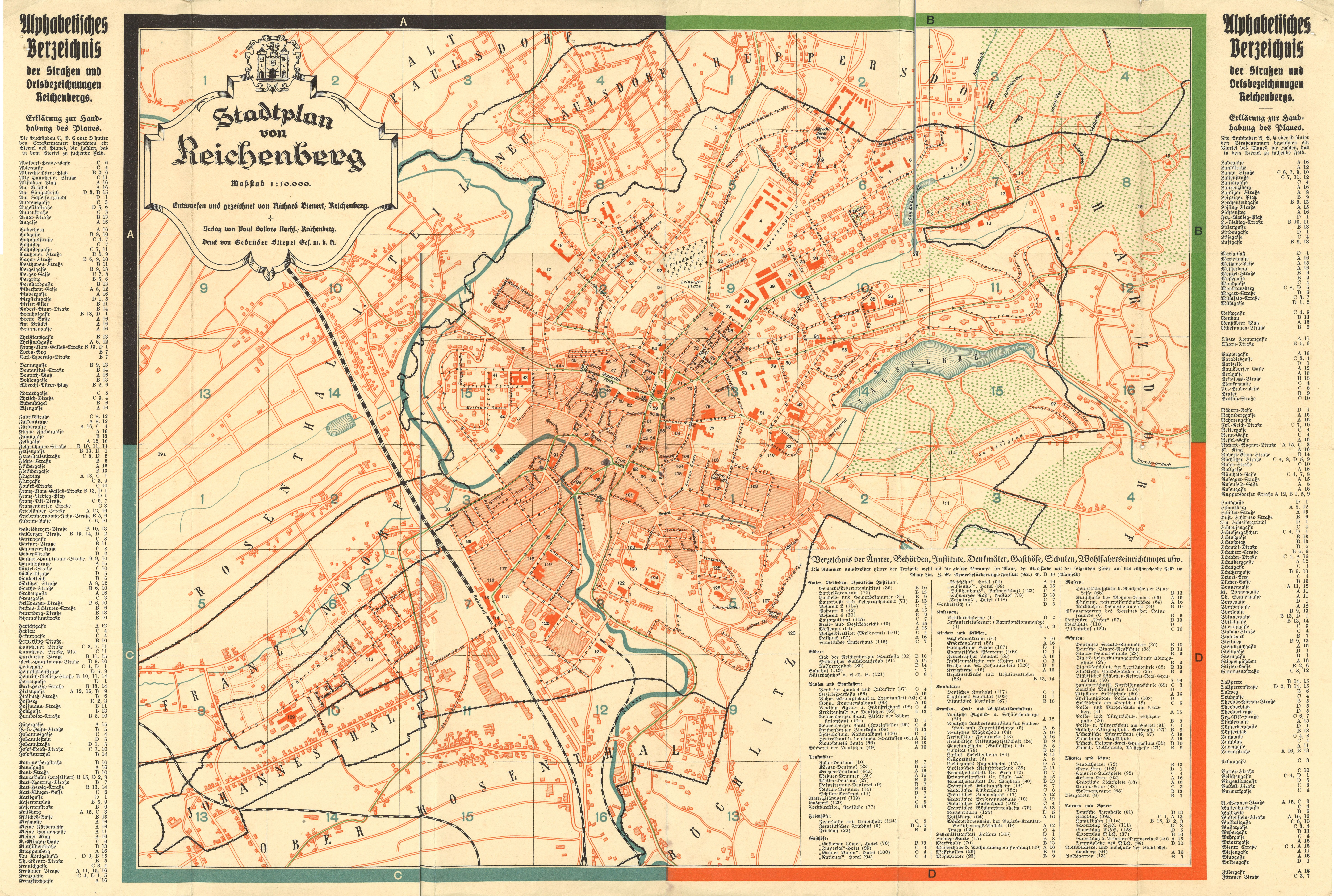
Mapa města okolo roku 1930

Vyhláška č. 68/1923 prezidenta české zemské správy politické ze 6. dubna 1923 libereckému magistrátu odňala kompetence okresního úřadu a území města, tvořeného tehdy pouze pěti centrálními čtvrtěmi (Staré Město, Nové Město, Jeřáb, Perštýn a Kristiánov), bylo spojeno s okolním politickým okresem Liberec-venkov do politického okresu Liberec, čímž prakticky přestalo být statutárním městem, ačkoliv jím formálně i nadále zůstalo. V roce 1935 vyhrála volby v Liberci Sudetoněmecká strana (Sudetendeutsche Partei – SdP), jejímž předákem byl rodák z Vratislavic nad Nisou Konrad Henlein. Koncem 30. let 20. století byl ve městě dislokován prapor Stráže obrany státu pod velením podplukovníka Františka Kruliše. Tento prapor měl ke dni 24. září 1938 1848 mužů. Při bojovém nasazení padlo 6 mužů tohoto praporu, 7 mužů bylo zraněno a 375 mužů bylo zajato.

### 2. světová válka
Po Mnichovské dohodě v říjnu 1938 připadly Sudety německé Třetí říši a téměř veškeré české obyvatelstvo muselo odejít do vnitrozemí. Liberec se stal hlavním městem nové sudetské župy (Gauhauptstadt) a sídlem místodržícího. 1. května 1939 připojením předměstských obcí Rochlice, Horní Růžodol, Dolní Hanychov, Janův Důl, Františkov, Růžodol I, Staré a Nové Pavlovice, Ruprechtice, Starý a Nový Harcov vznikl tzv. „Velký Liberec“, ve kterém žilo 70 tisíc obyvatel.

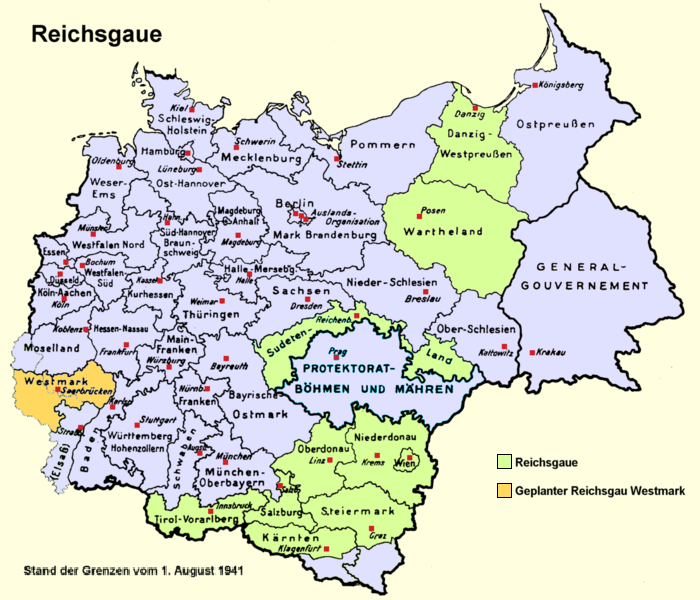
Reichenberg byl hlavním městem Sudetské župy v rámci nacistické Třetí říše.

Druhá světová válka město výrazně nezasáhla, vynutila si však změny struktury průmyslu. Během posledních dnů války byly v Liberci vydávány polooficiální bankovky v hodnotě 20 říšských marek. Po skončení války byla během dvou let odsunuta drtivá většina původních obyvatel.

### Poválečná doba
Roku 1945 se Liberec stal opět plnohodnotným statutárním městem. Tím přestal být po správní reformě roku 1949, stal se však střediskem tehdejšího Libereckého kraje. Tento kraj byl zrušen roku 1960 a Liberec se tak stal pouze městem okresním v rámci Severočeského kraje spravovaného z Ústí nad Labem. V srpnu roku 1968 projížděla Libercem sovětská okupační vojska Varšavské smlouvy. Tento vpád ve městě mimo jiné způsobil smrt 9 nevinných obětí, jejichž památník je dnes umístěn na radnici, a zničení průčelí domů na Náměstí Edvarda Beneše (viz Okupace Liberce). Invaze zastihla v Liberci také Václava Havla a Jana Třísku, kteří se účastnili svobodného vysílání libereckého rozhlasu.
Dnes patří k Liberci i okolní obce, které byly původně samostatné. V roce 1954 se připojily obce Kateřinky, Karlinky a Horní Hanychov. V roce 1963 proběhla integrace obcí Ostašov, Horní Suchá a Rudolfov, od roku 1976 Doubí, Pilínkov a Hluboká, Vesec, Stráž nad Nisou a Svárov. V roce 1980 došlo k připojení obcí Vratislavice nad Nisou s Kunraticemi, Krásná Studánka s Radčicemi, Machnín s Bedřichovkou a Karlovem. V roce 1990 došlo k odtržení obcí Stráž nad Nisou se Svárovem, Dlouhý Most, Jeřmanice a Šimonovice s Minkovicemi.

### Porevoluční doba po roce 1989
Po sametové revoluci se Liberec roku 1990 stal opět statutárním městem. Po krachu textilních továren se změnila struktura průmyslu, vznikly nové průmyslové a obchodní zóny. Liberec se stal v roce 2000 centrem nového Libereckého kraje. V roce 2001 došlo k otevření nové budovy Krajské vědecké knihovny od studia SIAL, jejíž součástí je i Nová synagoga jako náhrada za tu zničenou nacisty za 2. světové války.
V roce 2009 došlo ke zbourání brutalistního obchodního domu Ještěd od studia SIAL přes protesty odborné veřejnosti. OD Ještěd byl nahrazen architektonicky nehodnotným a urbanisticky problematickým obchodním centrem Forum.

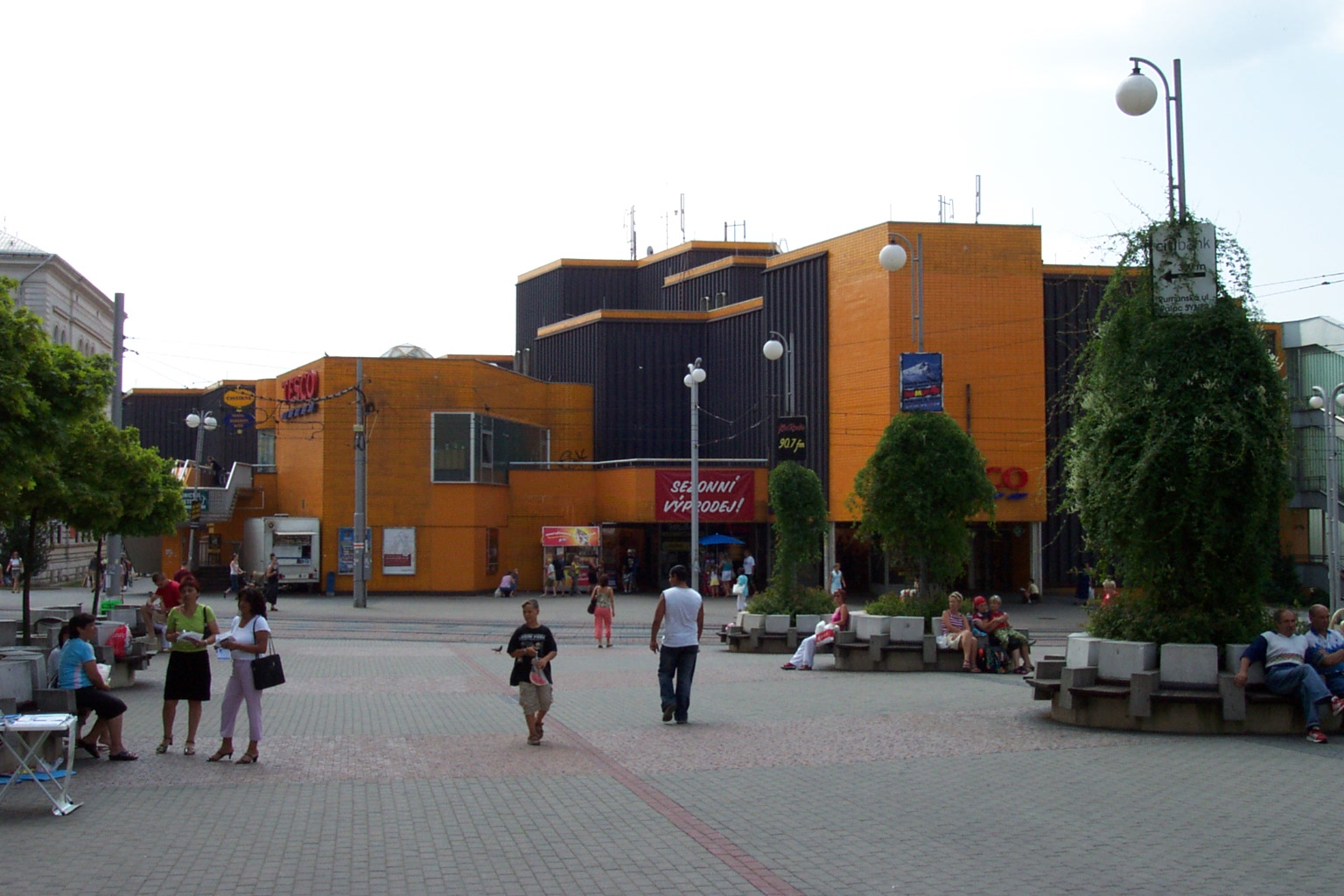
OD Ještěd navržený legendárním SIALem byl zbourán přes protesty v roce 2009

## Obyvatelstvo
Podle sčítání 1921 zde žilo v 2 514 domech 34 985 obyvatel, z nichž bylo 18 453 žen. 4 894 obyvatel se hlásilo k československé národnosti, 27 929 k německé a 130 k židovské. Žilo zde 29 139 římských katolíků, 2 725 evangelíků, 173 příslušníků Církve československé husitské a 1 312 židů. Podle sčítání 1930 zde žilo v 3 072 domech 38 568 obyvatel. 6 314 obyvatel se hlásilo k československé národnosti a 30 023 k německé. Žilo zde 30 285 římských katolíků, 3 294 evangelíků, 889 příslušníků Církve československé husitské a 1 392 židů.
Od konce druhé světové války počet obyvatel Liberce stále stoupal. V roce 1985 přesáhl stotisícovou hranici, pak začal počet libereckých občanů klesat, v roce 1998 až pod hranici sta tisíc, o sedm let později ale došlo k obratu a v roce 2009 se opět vrátil mezi stotisícová města. Kromě toho do města také dojíždí přes 10 tisíc lidí za prací i za studiem. Vlastní aglomerace Liberec – Jablonec nad Nisou, do níž kromě těchto dvou jádrových měst spadá dalších 45 okolních obcí, má zhruba 220 tisíc obyvatel.
| 1869   | 1880   | 1890   | 1900   | 1910   | 1921   | 1930   | 1950   | 1961   | 1970   | 1980   | 1991    | 2001   | 2011    | 2021    |
| ------ | ------ | ------ | ------ | ------ | ------ | ------ | ------ | ------ | ------ | ------ | ------- | ------ | ------- | ------- |
| 50 252 | 60 198 | 68 135 | 79 470 | 89 312 | 84 845 | 95 623 | 69 663 | 78 193 | 84 046 | 95 924 | 101 162 | 99 102 | 102 754 | 104 340 |

Věková struktura obyvatel města Liberec roku 2011
Rodinný stav obyvatel města Liberec roku 2011
Vzdělání obyvatel města Liberec roku 2011

## Pamětihodnosti

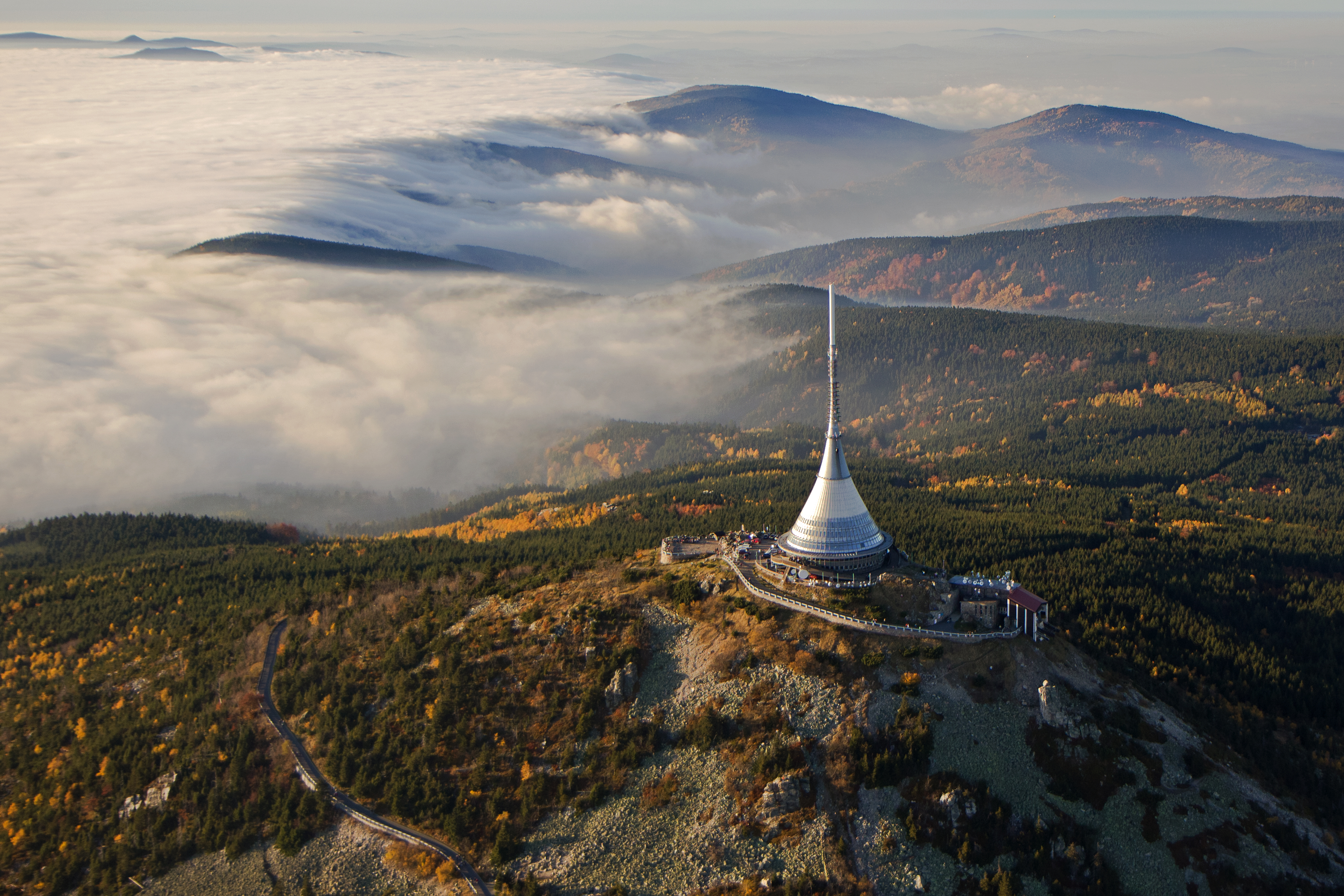
Hotel a vysílač na Ještědu

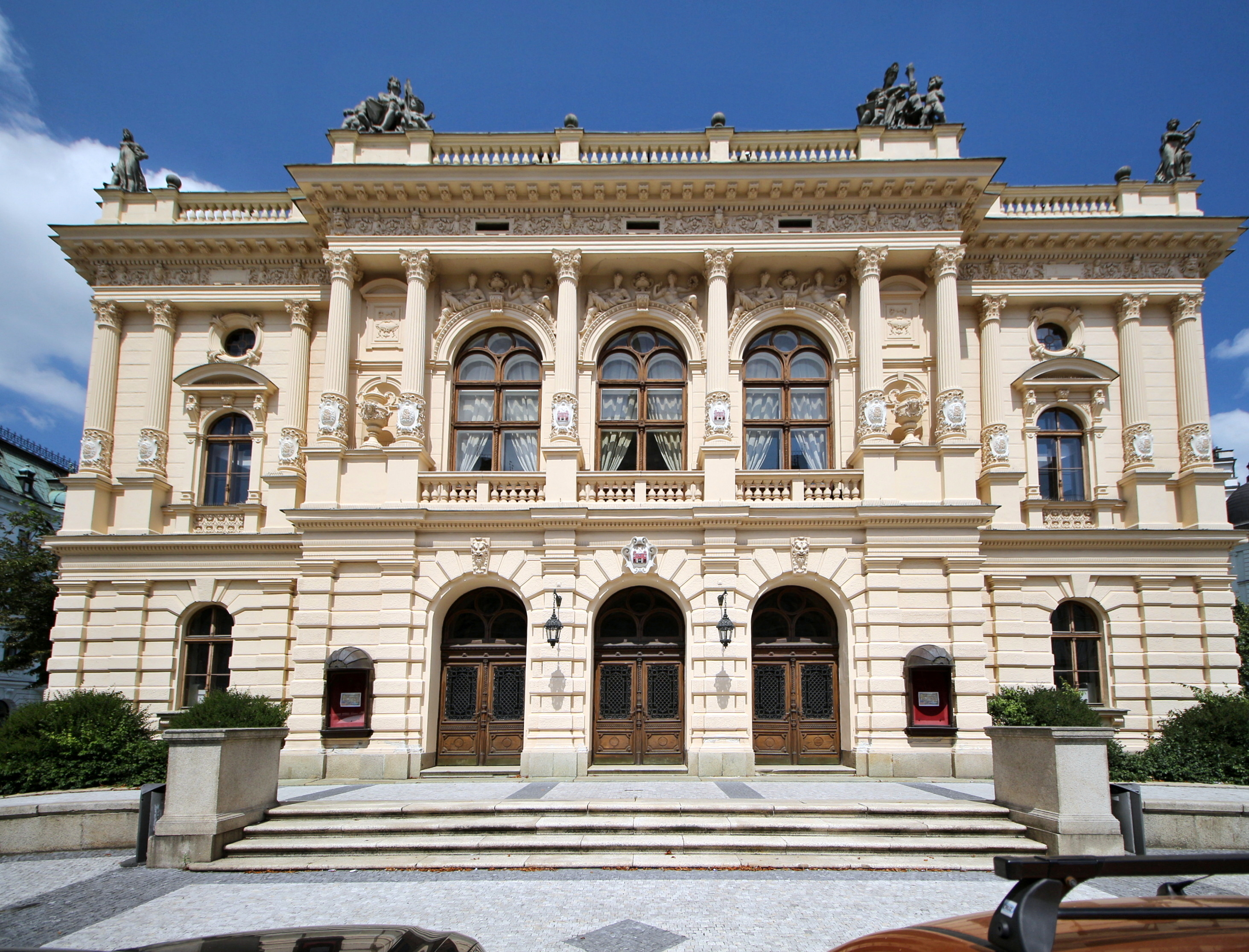
Divadlo F. X. Šaldy

Jedním ze symbolů města je liberecká radnice, novorenesanční stavba z roku 1893, která nahradila starou radnici z let 1599–1603 (původně renesanční stavba s věží a štítem stavitele Marcuse Antonia Spazia de Lancia), jejíž půdorys je naznačen v dlažbě náměstí Dr. E. Beneše. Širším symbolem nejen města, ale i kraje je hotel a vysílač na Ještědu. Významnou památkou je také liberecký zámek, vystavěný v 80. letech 16. století Rederny a rozšiřovaný ještě v prvním desetiletí 17. věku včetně zámecké kaple, jejíž dosud dochovaný renesanční interiér patří k nejcennějším sakrálním prostorám ve městě. Nejstaršími dochovanými stavbami jsou tzv. Valdštejnské domky ve Větrné ulici z let 1678–1681. Na Zámeckém kopci (375 m n. m.) se nachází zřícenina hradu Hamrštejn, nad Libercem lze také nalézt Libereckou výšinu, restauraci a rozhlednu postavenou v letech 1900–1901. Na břehu Lužické Nisy byl roku 1771 postaven tzv. Šolcův dům, patrový roubený domek, kde dnes sídlí správa CHKO Jizerské hory. V údolí Harcovského potoka se nachází novorenesanční bývalé sídlo rodiny textilních průmyslníků Liebiegů z roku 1897, tj. Liebiegova vila. Naopak u městského zámku je možné navštívit Vilu Johanna Liebiega mladšího, postavenou též v novorenesančním slohu mezi roky 1871 a 1872, kde až do konce roku 2013 sídlila Oblastní galerie v Liberci, od roku 2014 je v bývalých městských lázních.
Novorenesančních staveb je ve městě řada, zejména Divadlo F. X. Šaldy, postavené vídeňskými architekty Fellner a Helmer v letech 1882–1883. Divadelní opona pochází od Gustava Klimta. Dále městské lázně z let 1901–1902 nebo budova spořitelny, vystavěná v letech 1888–1891 dle projektu Miksche a Niedzielskiho. Hlavní průčelí je orientováno do Felberovy ulice, delší postranní fasáda je orientována do parku. Třípodlažní dům je na východní straně zvýšený o suterén dostavěný r. 1891 A. Bürgerem. Dům je novorenesanční, vnějšek je členěn pilastry a polosloupy, má okrové zbarvení díky obkladu z hořického pískovce. Vstup je zdoben dvěma toskánskými sloupy, které nesou trojúhelníkový štít podepřený triglyfy a metopami (deska dórského vlysu, obvykle s reliéfní výzdobou). Autorem plastik na fasádě je R. Weyr. Na nárožích atiky jsou obelisky sejmuté ze staré radnice. V interiéru jsou sloupky s dříky z hlazené mauthausenské žuly a s hlavicemi z caraského mramoru, mramorové schodiště s kovovým uměleckým zábradlím. Stropy jsou zdobeny sádrovou a stěny mramorovou štukou, na obojím jsou medailóny osobností, jež se zasloužily o postavení spořitelny.
V Liberci jsou ovšem i doklady baroka nebo klasicismu. Jde o domy například na Sokolovském (před válkou a těsně po druhé světové válce Masarykově) náměstí (čp. 264 z roku 1793, klasicistní se sloupovým portálem a balkónem, tzv. Appeltův dům), na Barvířské ulici (čp. 122 z roku 1800 s lomenou atikou se sochami čtyř ročních období; čp. 46 kolem roku 1820, klasicistně-empírový s portálem), Růžové ulici (čp. 299 klasicistní se štítem), náměstí Dr. E. Beneše (čp. 14 z roku 1796, klasicistní se štítem a bohatou štukovou výzdobou, tzv. Krausův dům), Kostelní ulici (čp. 7 z let 1784–1785, klasicistní budova arciděkanství), Moskevské ulici (čp. 10 klasicistní s podloubím; čp. 14 z roku 1800, klasicistní), náměstí Českých bratří (čp. 24, 25, 26 a 35 z let 1796–1797, všechny klasicistní, dva s bohatou štukovou výzdobou) nebo Boženy Němcové (čp. 70 po roce 1800, klasicistní). Od roku 1823 se na dnešním náměstí Dr. E. Beneše nacházela empírová Neptunova kašna, která byla roku 1925 přenesena na Nerudovo náměstí, aby se roku 2010 opět vrátila na původní místo. Originál sochy Neptuna je ale uložen v muzeu.

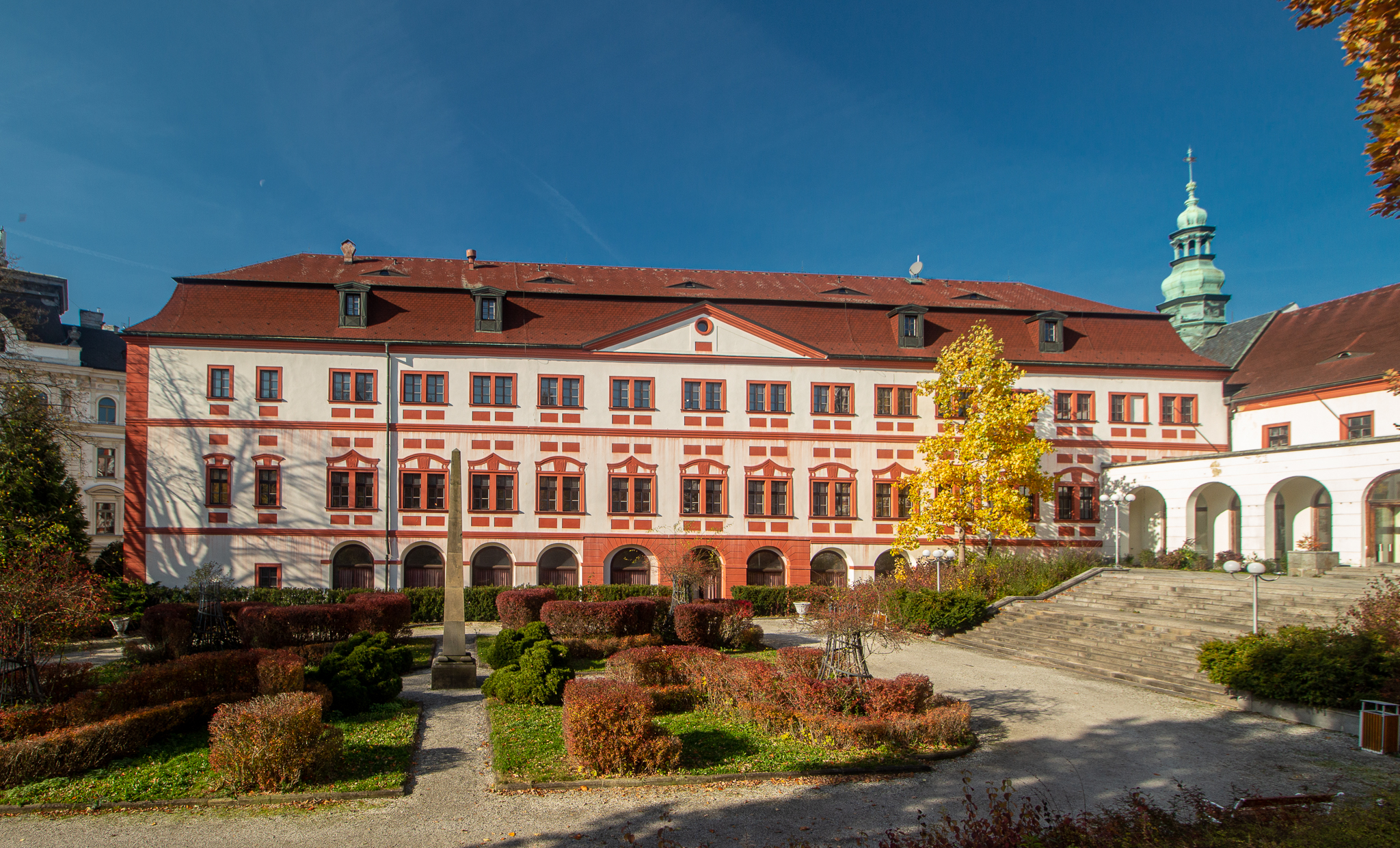
Liberecký zámek

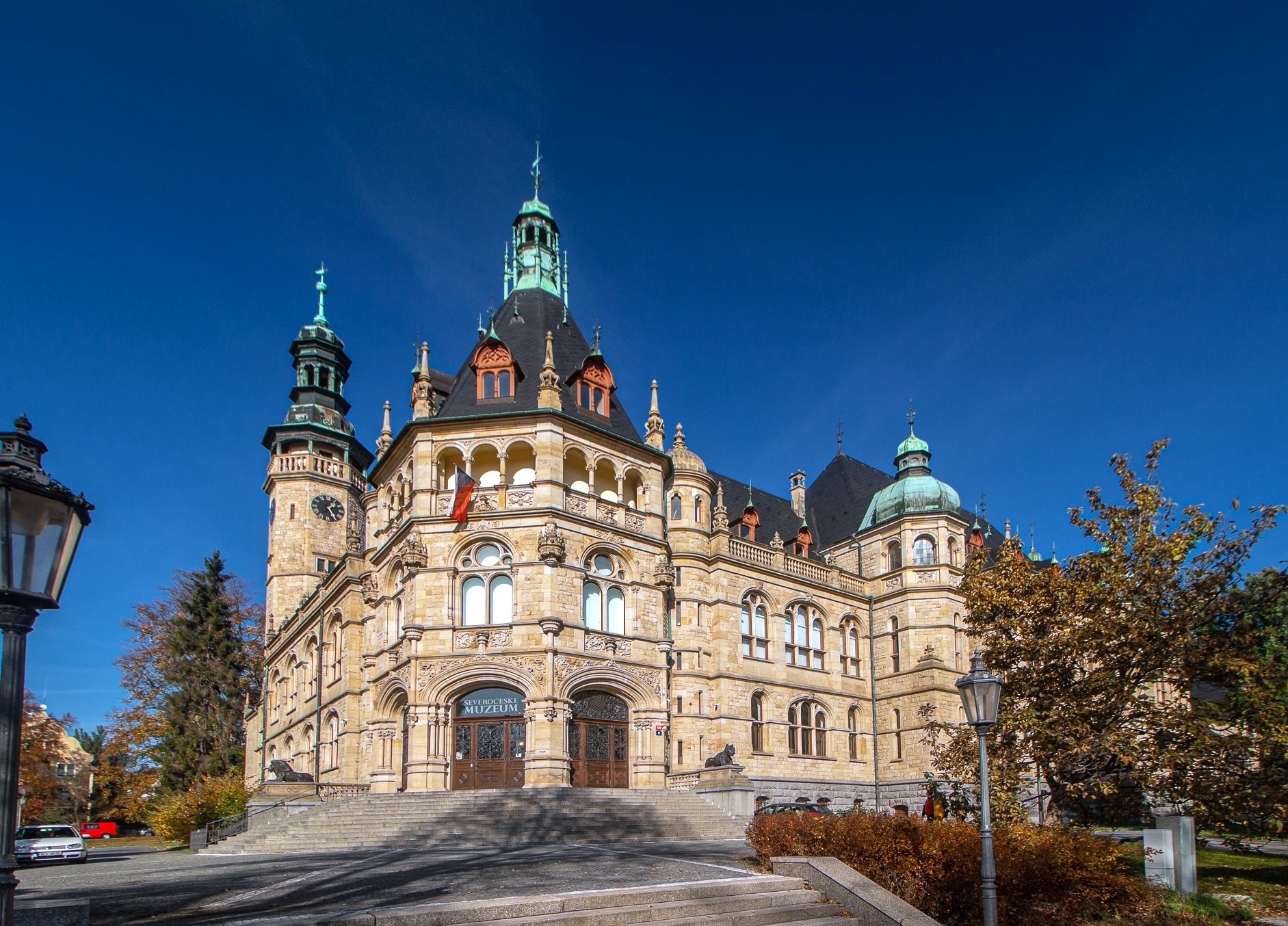
Severočeské muzeum na Masarykově třídě

Významnou stavbou je i Severočeské muzeum z let 1897–1898 s hranolovou věží (kopií věže původní liberecké radnice), před nímž se na Masarykově třídě nalézá busta T. G. Masaryka, odhalená Přemyslem Sobotkou v roce 2010 k prezidentovým 160. narozeninám. Dominantou spodního centra Liberce je budova Krajského úřadu Libereckého kraje. S výškou 78 metrů je desátou nejvyšší budovou na území Česka a nejvyšší budovou v Libereckém kraji (mimo věže); má 30 pater, v 17. patře je vyhlídka. Známou stavbou v centru města byl Hubáčkův obchodní dům Ještěd půdorysného tvaru „včelích buněk“, výrazný netradičním žlutým keramickým obkladem a ocelovým obložením, který byl zbourán roku 2009 a postupně nahrazen budovami nového obchodního centra Forum Liberec.
V Liberci se nachází množství kostelů, např.:
- Kostel svatého Antonína Velikého – původně jednolodní stavba, roku 1579 přestavěna na zděný trojlodní kostel
- Kostel Nalezení svatého Kříže – považován za nejcennější liberecký kostel. Původně šlo o hřbitovní kostel, postaven byl (na místě původní hřbitovní kaple morového pohřebiště z roku 1680) v letech 1695–1698 a později přestavěn v letech 1753–1756 v barokním slohu. Jde o sálovou stavbu s pravoúhlým presbytářem, oratořemi, sakristií a barokní knihovnou (zal. 1759), průčelí je zvlněné a kostel má dvě hranolové věže. Uvnitř se nachází bohaté pozdně barokní zařízení, nástropní fresky z roku 1761 znázorňují legendu o nalezení svatého Kříže císařovnou Helenou, restaurovány byly roku 1864. Vedle kostela se nachází sloup Panny Marie z let 1719–1720 z dílny Matyáše Bernarda Brauna a výklenkové kaple křížové cesty z let 1854–1855 s kaplí Božího hrobu z roku 1772, která je postavena podle vzoru původního chrámu Božího hrobu v Jeruzalémě, resp. ve Zhořelci (Görlitz).
- kostel Božského Srdce Páně a bývalý klášter a škola Voršilek – postavený v novogotickém stylu v roce 1896, v klášteře se dnes nachází poliklinika
- kostel svatého Antonína Paduánského
- kostel Matky Boží U Obrázku
- kostel sv. Bonifáce – v Dolním Hanychově
- kostel svaté Máří Magdalény – novobarokní kostel z let 1910–1911, sálová stavba s postranními kaplemi, půlkruhově zakončeným presbytářem, otevřenou předsíní a obytnou přístavbou (kapucínská rezidence) v zahradě
- kostel sv. Vincence z Pauly – na Perštýně, z let 1864–1868, v novorománském slohu, stejnolodní stavba s průčelím se dvěma věžemi, portálem a kopulí
- kostel Navštívení Panny Marie – pozdně empírový kostel ve Starém Harcově z let 1858–1860
- kostel sv. Jana Křtitele – v Rochlicích, na začátku 17. století založen jako evangelický náhradou za středověký dřevěný kostel. Jde o barokní stavbu s půlkruhově zakončeným presbytářem a věží na západě. Po požáru roku 1800 byl upraven a věž byla postavena znovu. V kostele se nachází hrobka Appeltů z roku 1746. Zařízení je barokní a novorenesanční.

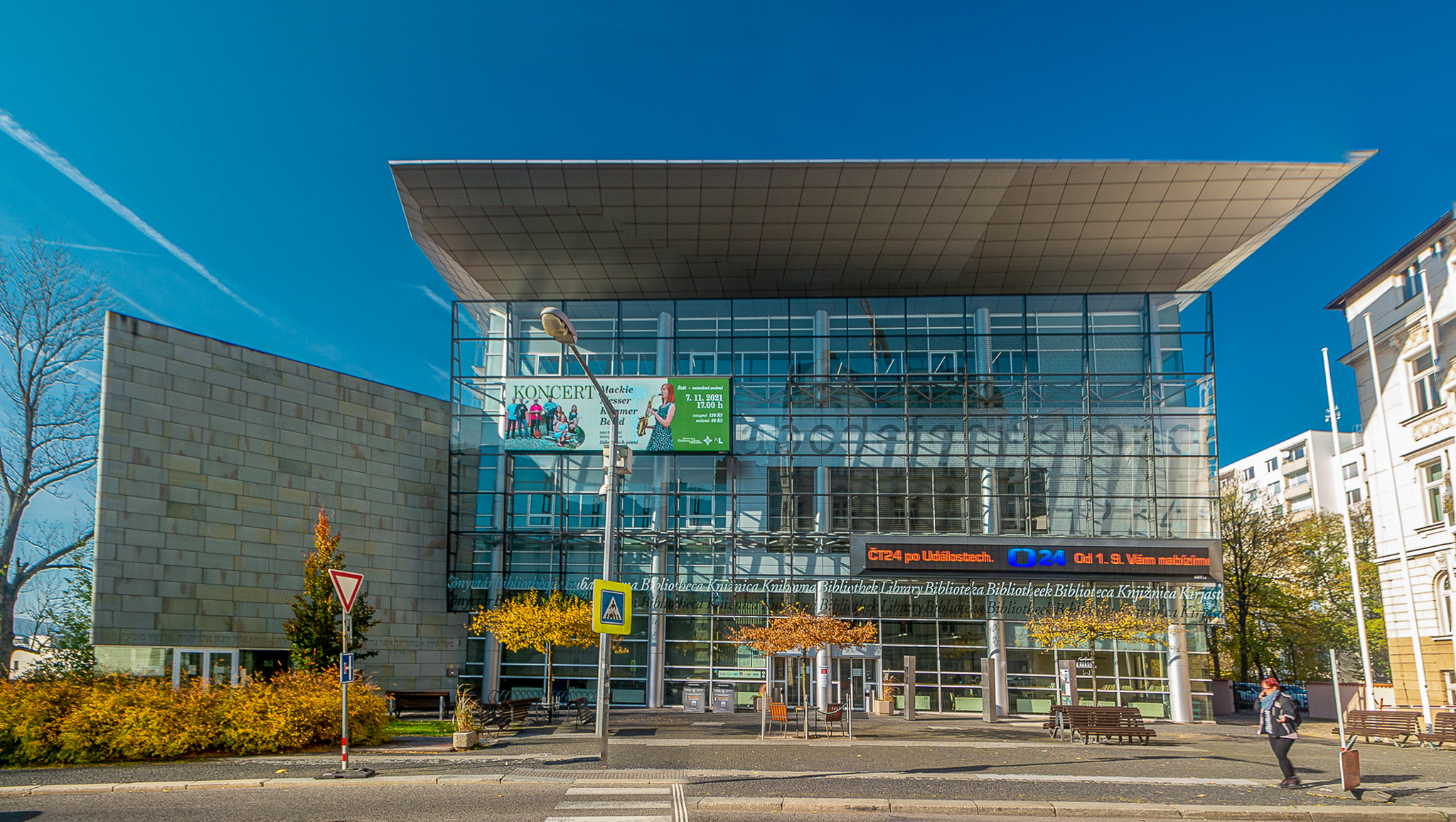
Krajská vědecká knihovna v Liberci a Nová synagoga

Ze zaniklých církevních staveb byla nejdůležitější Stará synagoga v Liberci, vypálená za Křišťálové noci nacisty, na jejímž místě však byla v roce 2000 jako součást Krajské vědecké knihovny, tzv. Stavby smíření, postavena Nová synagoga. Roku 1976 byl také pro celkovou zchátralost a zanedbání základní údržby odstřelen novorománský evangelický kostel (poté, co byla v roce 1973 Českobratrská církev evangelická donucena bezplatně jej převést na město) postavený dle plánů Gustava Sacherse na náměstí Českých bratří v letech 1864–1869.
Liberecké krematorium na tzv. Monstrančním vrchu je nejstarší v Čechách. Objekt, navržený architektem Rudolfem Bitzanem, byl dostavěn v roce 1916, ale kvůli odporu monarchie a katolické církve k pohřbům žehem se zde první kremace uskutečnila až 31. října 1918. Krematorium a jeho historie posloužily jako námět pro německy psaný román Jaroslava Rudiše Winterbergova poslední cesta.
Na místě zaniklého hřbitova na Ruprechtické ul. vznikl park Zahrada vzpomínek, kam byly přemístěny některé památkově chráněné objekty sepulkrální povahy.

### Další stavby
- Dům Karla Hubáčka – architektův vlastní rodinný dům, Alšova 454/10, Liberec XV-Starý Harcov. Dům byl postaven jako prototyp nerealizovaného projektu a arch. Hubáček v něm poté žil až do konce svého života.

## Správa a členění města

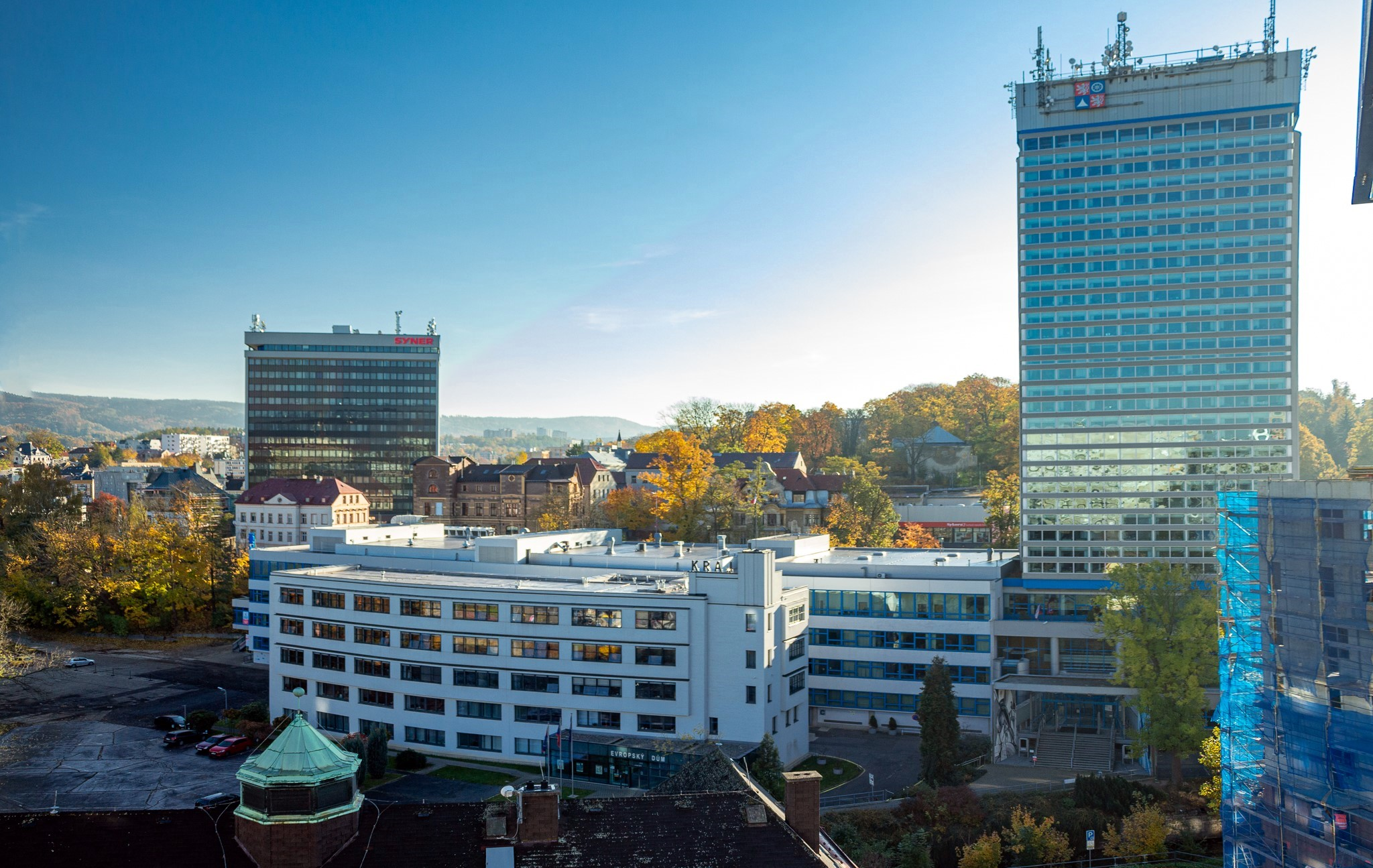
Budova Krajského úřadu Libereckého kraje

Liberecký kraj má rozlohu 3163 km² a žije v něm zhruba 440 tisíc obyvatel. Okres Liberec se skládá z 59 obcí, liberecký obvod obce s rozšířenou působností z 28 obcí.
V oblasti justice zde působí okresní soud i pobočka ústeckého krajského soudu (existují však dlouhodobé snahy o osamostatnění pobočky), stejně jako okresní a pobočka krajského státního zastupitelství. Existuje zde také samostatné krajské ředitelství Policie České republiky.

### Členění města
Liberec má 26 katastrálních území a člení se na 33 místních částí nazývaných městské čtvrti, přičemž 32 je spravováno přímo libereckým magistrátem a zastupitelstvem a Vratislavice nad Nisou jsou samosprávný městský obvod. Městské čtvrti se tradičně číslují římskými číslicemi, na počátku 90. let se ale osamostatnily Liberec XXVI-Stráž nad Nisou, Liberec XXVII-Svárov, Liberec XXXVI-Dlouhý Most, Liberec XXXVII-Jeřmanice, Liberec XXXVIII-Minkovice a Liberec XXXIX-Šimonovice.

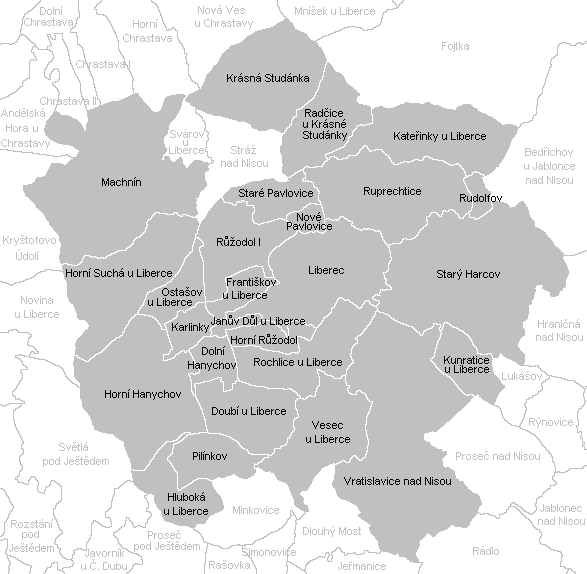
Katastrální území Liberce

| 1. Dolní Hanychov – část Dolní Hanychov 2. Doubí u Liberce – část Doubí 3. Františkov u Liberce – část Františkov 4. Hluboká u Liberce – část Hluboká 5. Horní Hanychov – část Horní Hanychov 6. Horní Růžodol – část Horní Růžodol 7. Horní Suchá u Liberce – část Horní Suchá 8. Janův Důl u Liberce – část Janův Důl 9. Karlinky – část Karlinky 10. Kateřinky u Liberce – část Kateřinky 11. Krásná Studánka – část Krásná Studánka 12. Kunratice u Liberce – část Kunratice 13. Liberec – části Jeřáb, Nové Město, Staré Město,Perštýn, Kristiánov | - 14. Machnín – části Machnín, Bedřichovka, Karlov pod Ještědem - 15. Nové Pavlovice – část Nové Pavlovice - 16. Ostašov u Liberce – část Ostašov - 17 Pilínkov – část Pilínkov - 18. Radčice u Krásné Studánky – část Radčice - 19. Rochlice u Liberce – část Rochlice - 20. Rudolfov – část Rudolfov - 21. Ruprechtice – část Ruprechtice - 22. Růžodol I – část Růžodol I - 23. Staré Pavlovice – část Staré Pavlovice - 24. Starý Harcov – části Nový Harcov, Starý Harcov - 25. Vesec u Liberce – část Vesec - 26. Vratislavice nad Nisou – část Vratislavice nad Nisou |

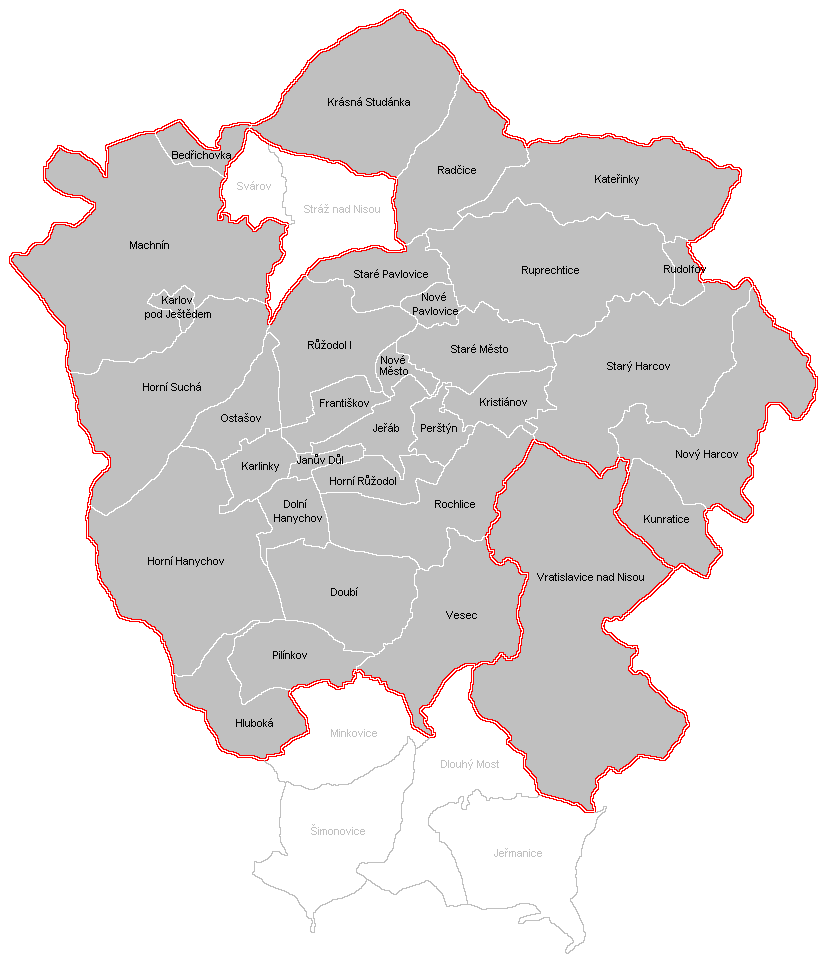
Liberecké městské čtvrti (včetně už osamostatněných)

| 1. Staré Město (Liberec I) 2. Nové Město (Liberec II) 3. Jeřáb (Liberec III) 4. Perštýn (Liberec IV) 5. Kristiánov (Liberec V) 6. Rochlice (Liberec VI) 7. Horní Růžodol (Liberec VII) 8. Dolní Hanychov (Liberec VIII) 9. Janův Důl (Liberec IX) 10. Františkov (Liberec X) 11. Růžodol I (Liberec XI) 12. Staré Pavlovice (Liberec XII) 13. Nové Pavlovice (Liberec XIII) 14. Ruprechtice (Liberec XIV) 15. Starý Harcov (Liberec XV) 16. Nový Harcov (Liberec XVI) | - 17. Kateřinky (Liberec XVII) - 18. Karlinky (Liberec XVIII) - 19. Horní Hanychov (Liberec XIX) - 20. Ostašov (Liberec XX) - 21. Rudolfov (Liberec XXI) - 22. Horní Suchá (Liberec XXII) - 23. Doubí (Liberec XXIII) - 24. Pilínkov (Liberec XXIV) - 25. Vesec (Liberec XXV) - 26. Hluboká (Liberec XXVIII) - 27. Kunratice (Liberec XXIX) - 28. Krásná Studánka (Liberec XXXI) - 29. Radčice (Liberec XXXII) - 30. Machnín (Liberec XXXIII) - 31. Bedřichovka (Liberec XXXIV) - 32. Karlov pod Ještědem (Liberec XXXV) |

Městský obvod Vratislavice nad Nisou (Liberec XXX).

## Hospodářství

### Textilní průmysl

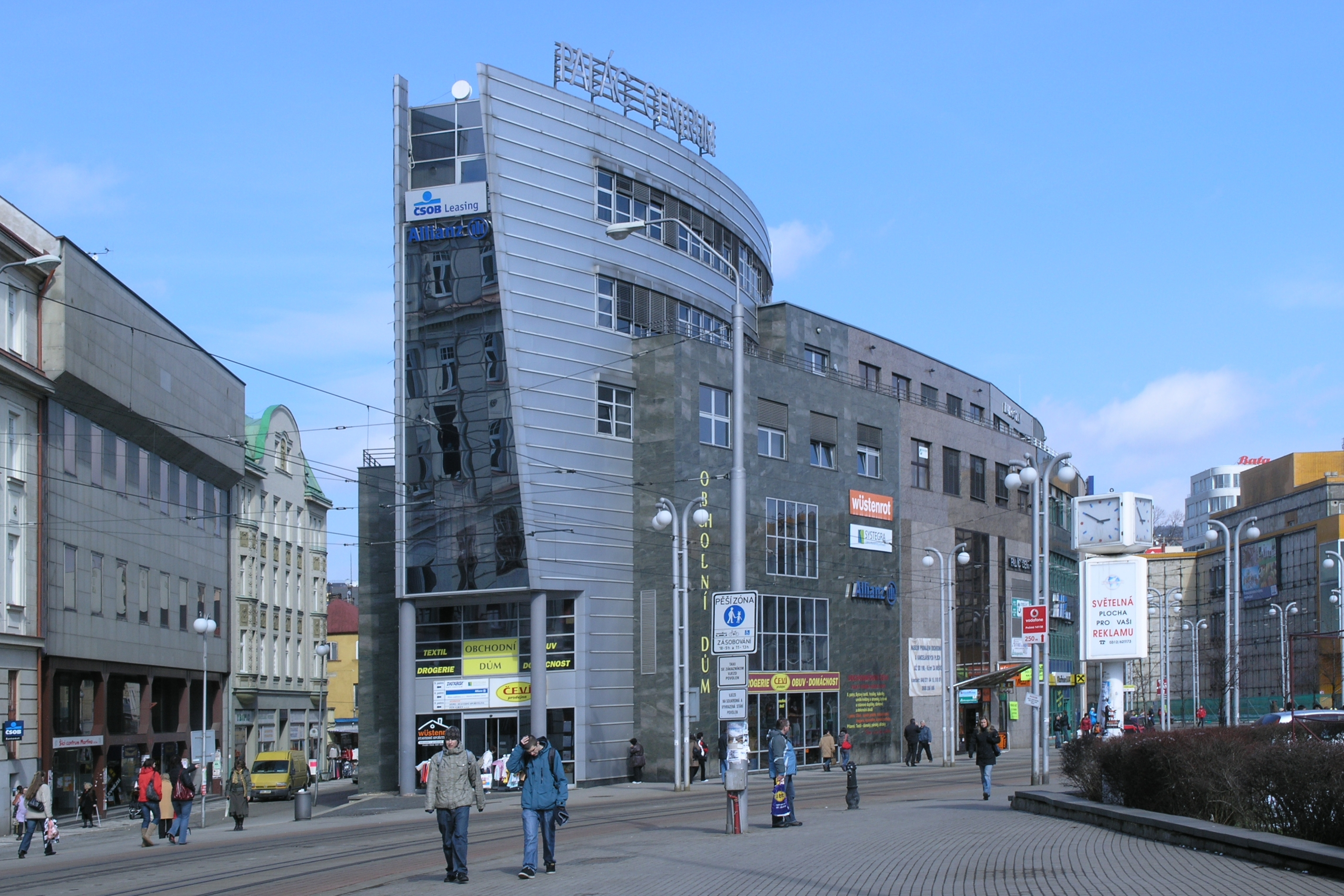
Obchodní palác Centrum

Tradičním průmyslem ve městě byl vždy textilní průmysl – zejména soukenictví a plátenictví. První soukeničtí mistři Urban Hoffmann ze Zawidówa a Christoph Krause vyučený ve Frýdlantě přišli do Liberce roku 1579. Zpracovávali vlnu z ovčínů na redernských panstvích a od konce 16. století ji také dováželi z okolních panství. V letech 1579–1580 zřídilo společenstvo soukeníků vlastní barvírnu a vrchnost nechala postavit valchu. Díky tomu se zlepšila kvalita sukna, se kterým se začalo obchodovat na výročních trzích. Díky narůstajícímu významu obchodu se suknem vydala[kdo?] 21. února 1599 městu příslušné privilegium, kterým byl formálně ustaven liberecký soukenický cech. Po založení měl 10 mistrů, rychle se však rozrůstal – během dvaceti let přibylo dalších 23 mistrů soukenického řemesla a jeho členové se stali nejbohatšími a nejváženějšími občany města.
Rozvoj soukenictví nastal za Albrechta z Valdštejna v souvislosti s jeho postavením v čele armády. Objem vévodových objednávek nových uniforem byl značný, platil však údajně málo a vyžadoval krátké termíny dodávek. Proto byly lepším zdrojem příjmů soukeníků objednávky sukna od jeho důstojníků a úředníků. Kvůli narůstajícímu objemu výroby přijal cech dalších 75 mistrů a měl na 103 tovaryšů. Roku 1632 byla postavena nová valcha a roku 1633 také barvírna.
Po třicetileté válce výroba prudce poklesla kvůli početné emigraci v důsledku protireformace. I přes nepříznivou hospodářskou situaci a velké dávky odváděné Gallasům se Liberec stal v 18. století největší výrobnou sukna v Čechách. Roku 1728 měl soukenický cech 419 členů, za ním zaostával i cech plátenický. Jeho členové pracovali hlavně v příměstských čtvrtích, ve městě samotném bylo 60 mistrů – asi desetina celkového počtu tkalců lnu na Liberecku. Zatímco v Linci vznikla první manufaktura na výrobu jemného sukna roku 1672, liberecké cechy se „novotám“ usilovně bránily a dokonce požadovaly zničení manufaktury založené roku 1710 v Plánici u Klatov. Kvalita cechovního sukna se však postupně ukazovala jako horší než kvalita sukna z manufaktur, vláda se pokoušela modernizovat výrobu sukna v mocnářství postupným omezováním cechovních privilegií a vyjímáním stále více výrobců z cechovní pravomoci.
Z řad cechovních mistrů vyšli také první obchodníci se sukny. Jedním z prvních byl Gottfried Möller roku 1780. Ten a na něm závislí podomní dělníci vytvořili první rozptýlenou manufakturu. Dalším takovým výrobcem byl Johann Georg Berger, který se na přelomu 18. a 19. století stal jedním z největších textilních výrobců v Čechách. Berger byl také prvním, kdo roku 1808 zkoušel nové strojní spřádání vlny ve Stráži nad Nisou. Na počátku 19. století působily na Liberecku celkem čtyři manufaktury a osm velkoobchodníků se suknem. Také došlo k mechanizaci výroby. První spřádací stroje provozovala firma Anton Thum v Kateřinkách, roku 1800 bylo v provozu 200 mechanických vřeten a roku 1841 jich bylo již 50 000. Většina výrobních mechanismů byla poháněna vodními koly, kterých bylo v okolí města instalováno více než 100.
Tito první podnikatelé – Möller, Berger a Franz Ulbrich – sice vytvořili koncentrované manufaktury, nedokázali je však přeměnit na velké továrny a všechny jejich společnosti pod tlakem silnějších obchodních domů zanikly. Textilní tovární impérium založil v Liberci teprve Johann Liebieg, jehož podnik Johann Liebieg & Comp. zaměstnával až 8000 lidí a měl roční obrat 2 490 000 zlatých. Staré cechy již ztrácely vliv a byly nahrazeny tzv. nucenými společenstvy. Výroba vlny dosáhla vrcholu v letech 1867–1872, pak však došlo ke krizi, nejprve v důsledku otevření trhu anglickému textilu, poté po krachu na vídeňské burze 9. května 1873. Krize skončila až roku 1879, během ní zanikla většina menších podniků, velké firmy z ní naopak vyšly posíleny.
Po vzniku Československé republiky došlo k oslabení německých podniků, jejichž majitelé měli svá odbytiště převážně v Rakousku a Německu. Dalšími faktory byla inflace německé marky, vzdálenost ke zdrojům surovin, nedostatek energie a poloha mimo hlavní dopravní tahy. Liberecký textilní průmysl tak musel spoléhat na levnou pracovní sílu a začal za zbytkem světa zaostávat. Světová hospodářská krize tak zasáhla textilní průmysl na Liberecku tvrdě, firmy byly nuceny zredukovat počet zaměstnanců na minimum a omezit provoz. Celkem 26 podniků s 2021 zaměstnanci skončilo úplně. Situace se začala zlepšovat v roce 1935, za druhé světové války se opět dostavil nedostatek surovin, řada podniků byla převedena na válečnou výrobu.
Všechny německé textilní firmy byly nejprve v roce 1945 konfiskovány a o rok později znárodněny. V Liberci se to týkalo společností Johann Liebieg, Herminghaus a spol., Hoffman a Hettwer, C. Neumann a synové, Spojené barvírny a spol. a Textilana a. s. Protože tyto podniky ve státních rukou měly být členěny oborově, připadly některé mimolibereckým národním podnikům. Liberec se naopak stal 7. března 1946 sídlem Českých vlnařských závodů. Po všech konfiskacích tvořilo tento podnik, který přijal 18. září 1948 název Textilana, 39 závodů s 9 000 zaměstnanci.
Od 90. let je textilní průmysl ve městě na ústupu; v tomto oboru působí firmy Interlana a Elmarco vyrábějící nanovlákna. Zaměstnanci Textilany postupně přecházeli do jiných podniků nebo byli propuštěni. V letech 2003–2004 byl celý areál Textilany zbourán. Jako poslední byl 5. března 2005 odstřelen komín.

Odstřel komínu Textilany
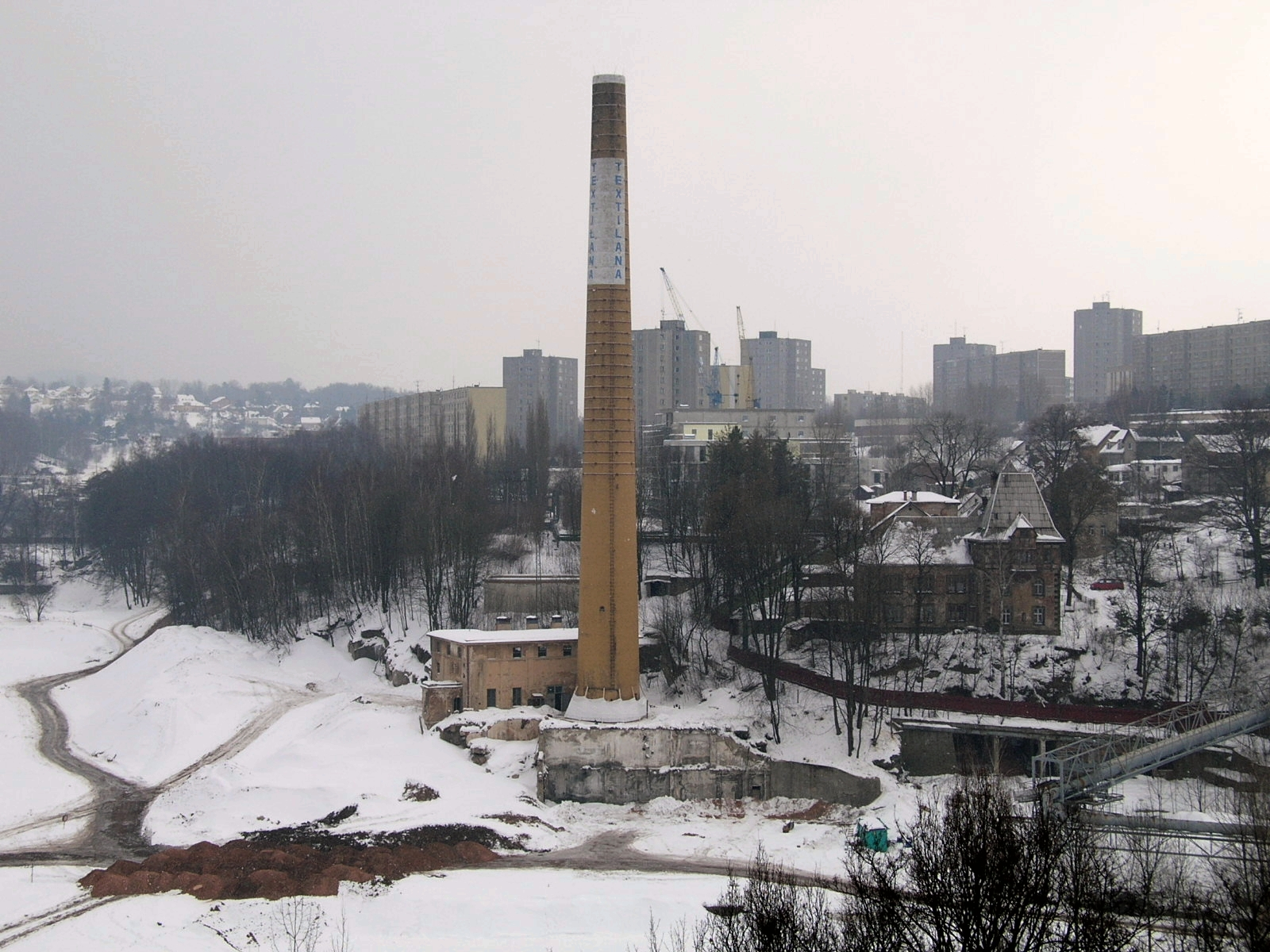
Komín před odstřelením
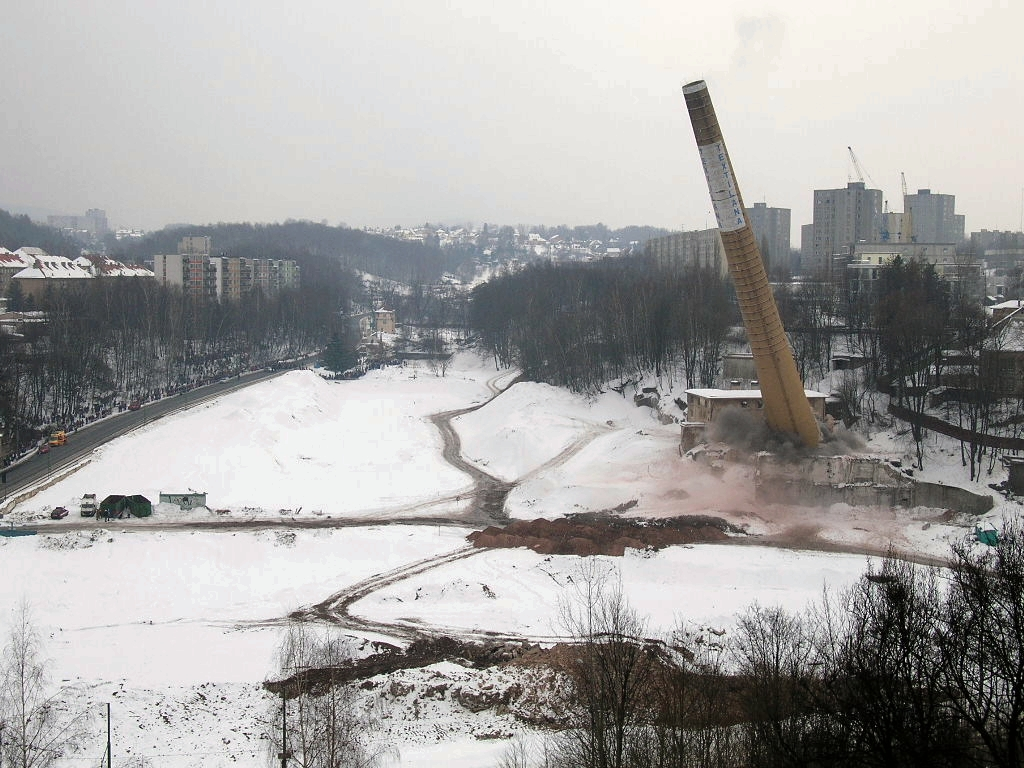
Fáze 1
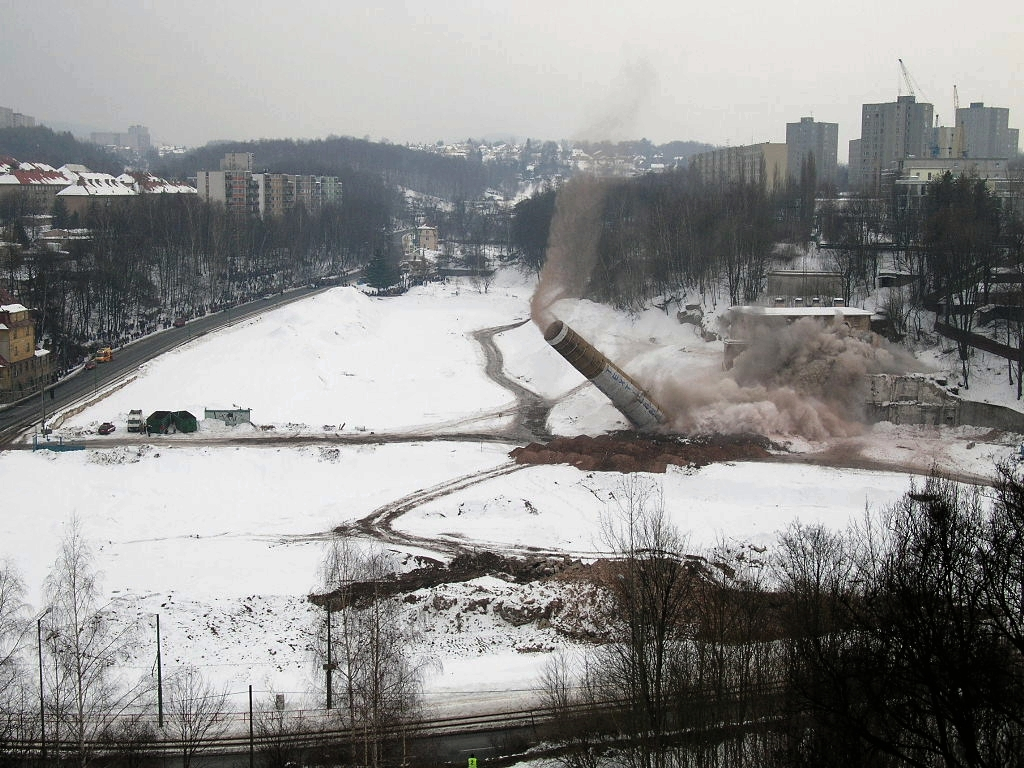
Fáze 2

### Další průmysl
Automobilový průmysl reprezentovala v letech 1907–1916 továrna Reichenberger Automobil Fabrik (RAF), dnes také Denso, Webasto či Magna Exteriors & Interiors Czech. Významná byla také výroba textilních strojů Elitex, v polygrafii Tiskárna RUCH, v potravinářství výroba cukrovinek Lipo, mj. stejnojmenných bonbónů, po revoluci zaniklá. Obnovena je až v roce 2006. Od 90. let se postupně stala dominantní stavební firmou v celém regionu společnost Syner. Postavila např. Libereckou multifunkční halu, kde sídlí i Bílí Tygři Liberec, v níž společnost Syner vlastní většinový podíl.

## Doprava

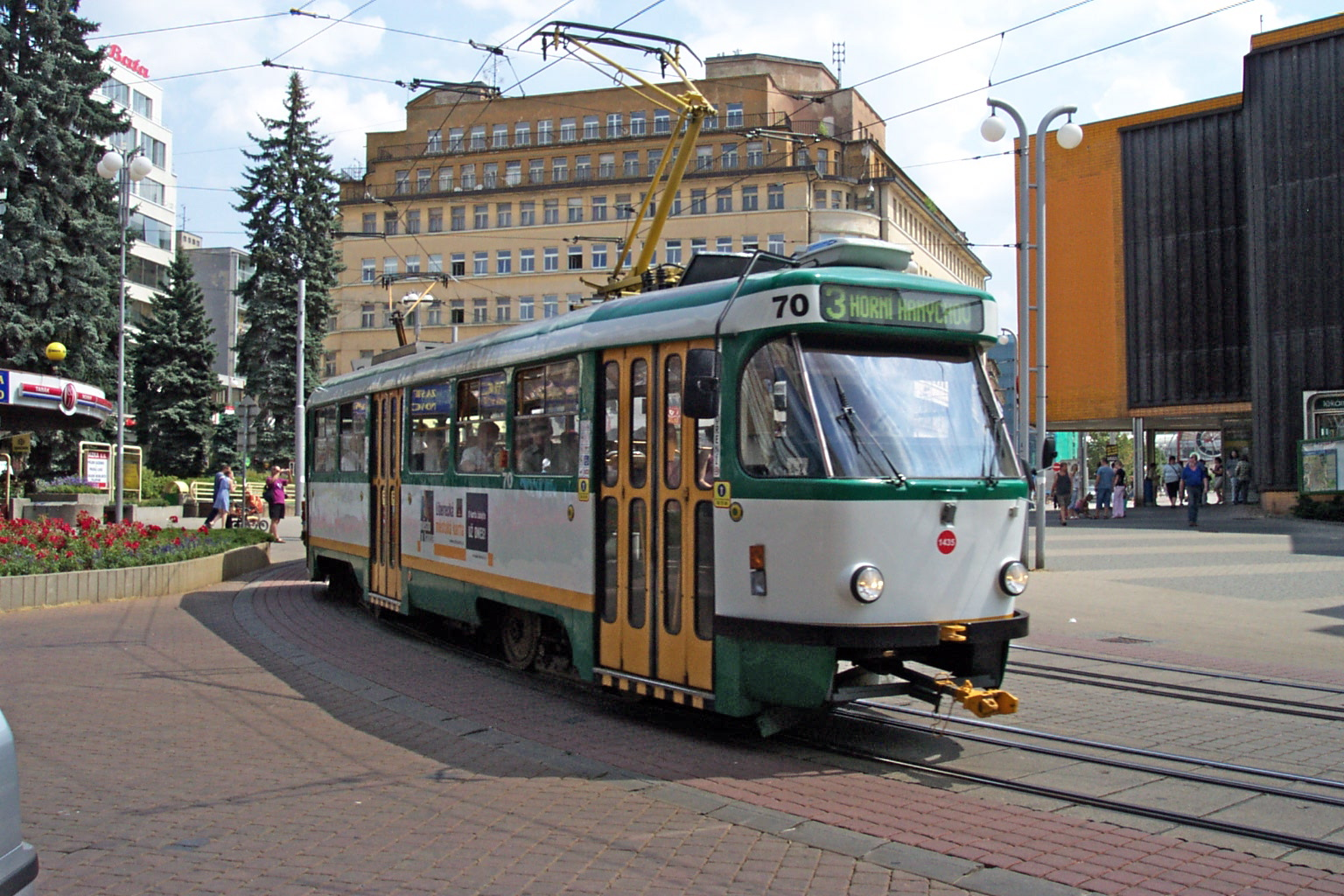
Tramvaj Škoda 02T v Liberci

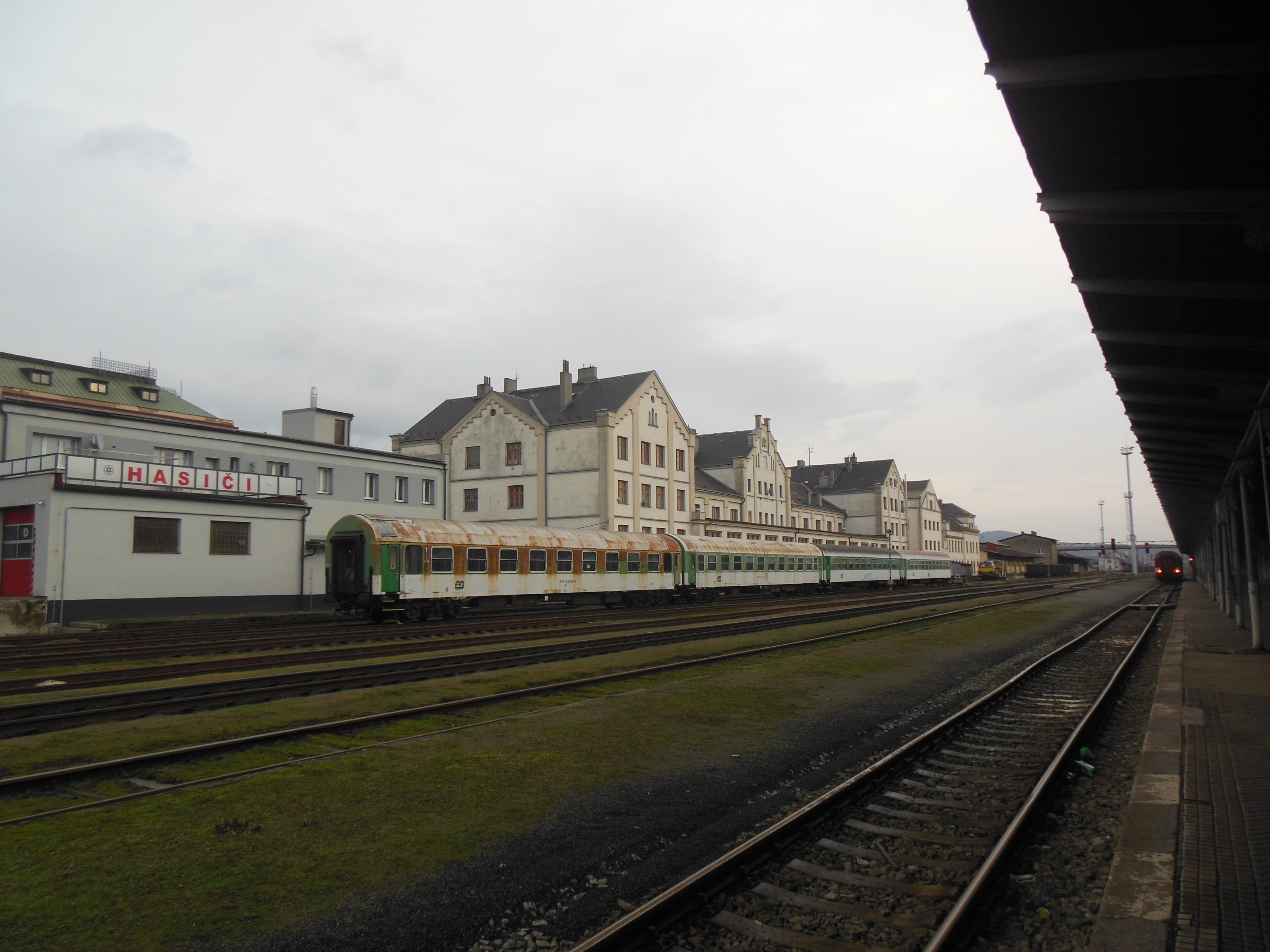
Železniční stanice Liberec

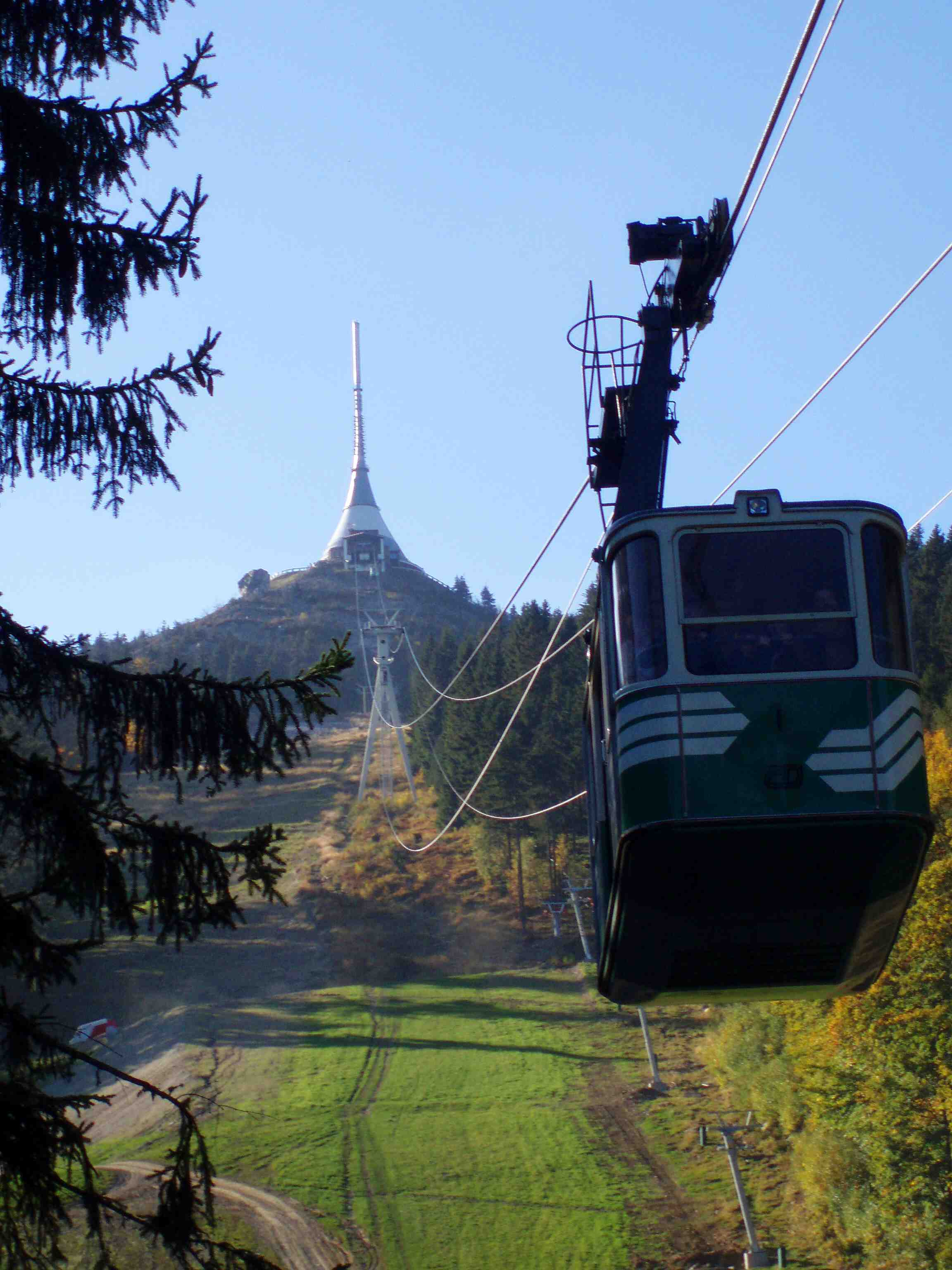
Lanovka na Ještěd

Městská hromadná doprava se skládá ze čtyř tramvajových linek a 39 denních a šesti nočních linek městských autobusů. Tramvaje vyjely poprvé v roce 1897. Provozovatelem liberecké MHD je Dopravní podnik měst Liberce a Jablonce nad Nisou a je zapojena do Integrovaného dopravního systému Libereckého kraje. Centrem je terminál ve Fügnerově ulici.
Železniční doprava byla do Liberce zavedena roku 1859, kdy byly otevřeny tratě do Pardubic a německé Žitavy. Z města vychází pět jednokolejných a neelektrizovaných železničních trati začleněných do celostátní dráhy, s výjimkou tratě do Tanvaldu a Harrachova, což je regionální dráha. Nejvýznamnější nádraží s názvem Liberec bylo postaveno v roce 1859. Má pět nástupišť přístupných dvěma podchody s výtahy, je vybaveno audiovizuálním informačním systémem. Dalšími jsou nádraží Liberec-Horní Růžodol na trati 086 nebo frekventovaná zastávka nejblíže centru Liberec-Rochlice na trati 036. Na území Liberce je 11 železničních stanic a zastávek a to :  Liberec, Liberec-Horní Růžodol, Liberec-Rochlice, Pilínkov, Proseč nad Nisou, Vesec u Liberce, Vratislavice nad Nisou, Karlov pod Ještědem, Machnín, Machnín hrad a Ostašov. I přes to však Liberec, jako jediné krajské město, nemá přímé železniční spojení s Prahou.
Silniční doprava je na Liberecku tvořena zejména silnicí I/35 (E442), na kterou v Turnově navazuje dálnice D10 na Prahu. Další silnice míří do Jablonce nad Nisou, odtud dále do Harrachova a do Polska (I/14), Hrádku n. Nisou a německé Žitavy (I/35), Nového Boru, Ústí nad Labem, a Frýdlantu (I/13). Příměstskou autobusovou dopravu zajišťuje zejména ČSAD Liberec, přímé expresní linky do Prahy provozují dopravci RegioJet a FlixBus.
Lanová doprava má význam zejména v oblasti Ještědu. České dráhy provozovali kabinovou lanovou dráhu na Ještěd, jejíž dolní stanice se nacházela v libereckém Horním Hanychově. Po pádu kabiny je však od listopadu 2021 mimo provoz. Město Liberec chce dráhu převzat do vlastních rukou. Nová lanová dráha s prodloužením až k tramvaji bude modernizována a upravena, poprvé by měla vyjet až v roce 2029. Další čtyři lanovky v okolí Liberce provozují soukromé společnosti. 
Letecká doprava nemá přílišný význam. V Růžodolu I na západě Liberce je letiště Liberec s travnatou dráhou, které používá místní Aeroklub Liberec a Letecká záchranná služba.

## Kultura a zábava

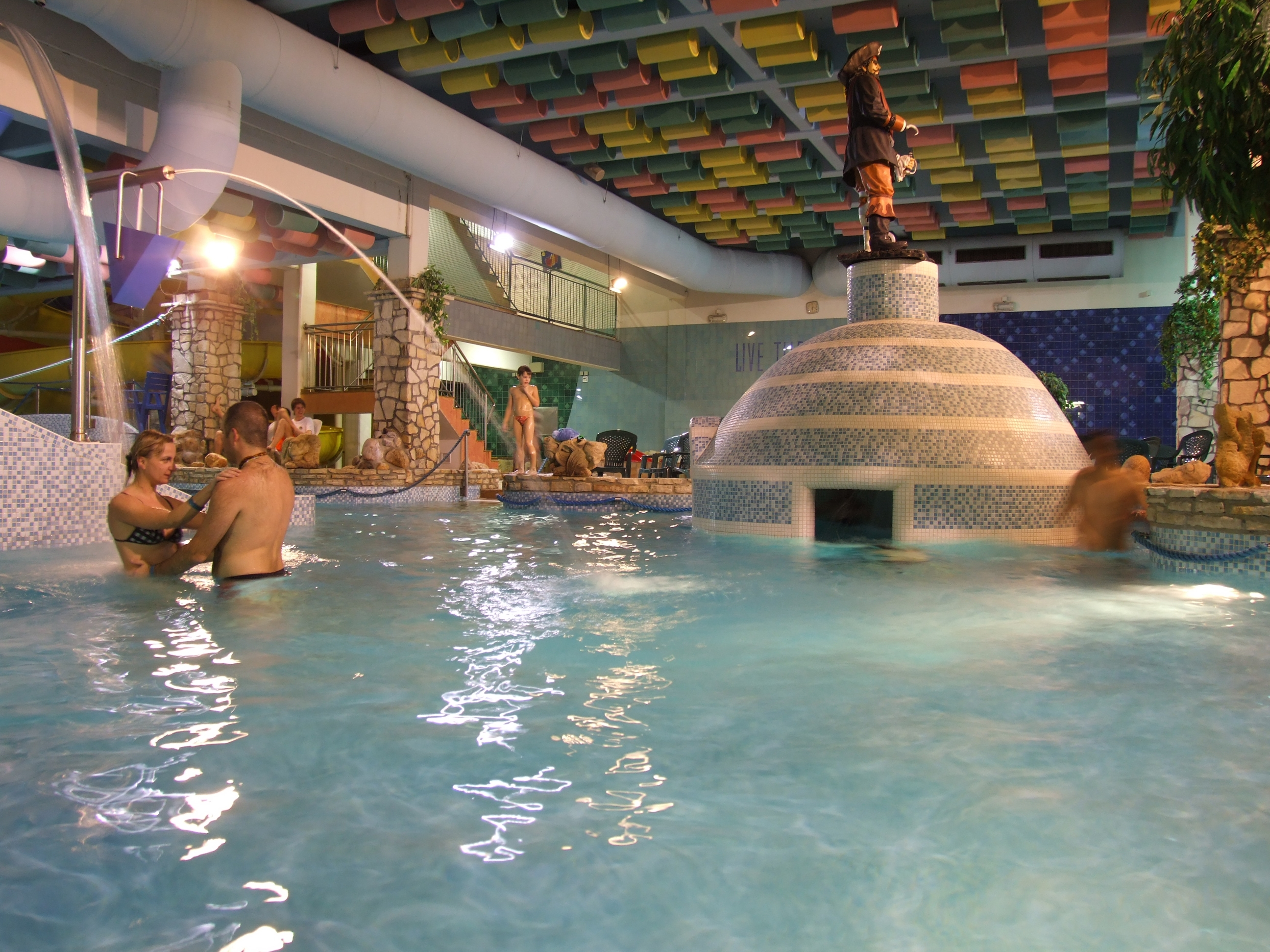
Aquapark Babylon Liberec

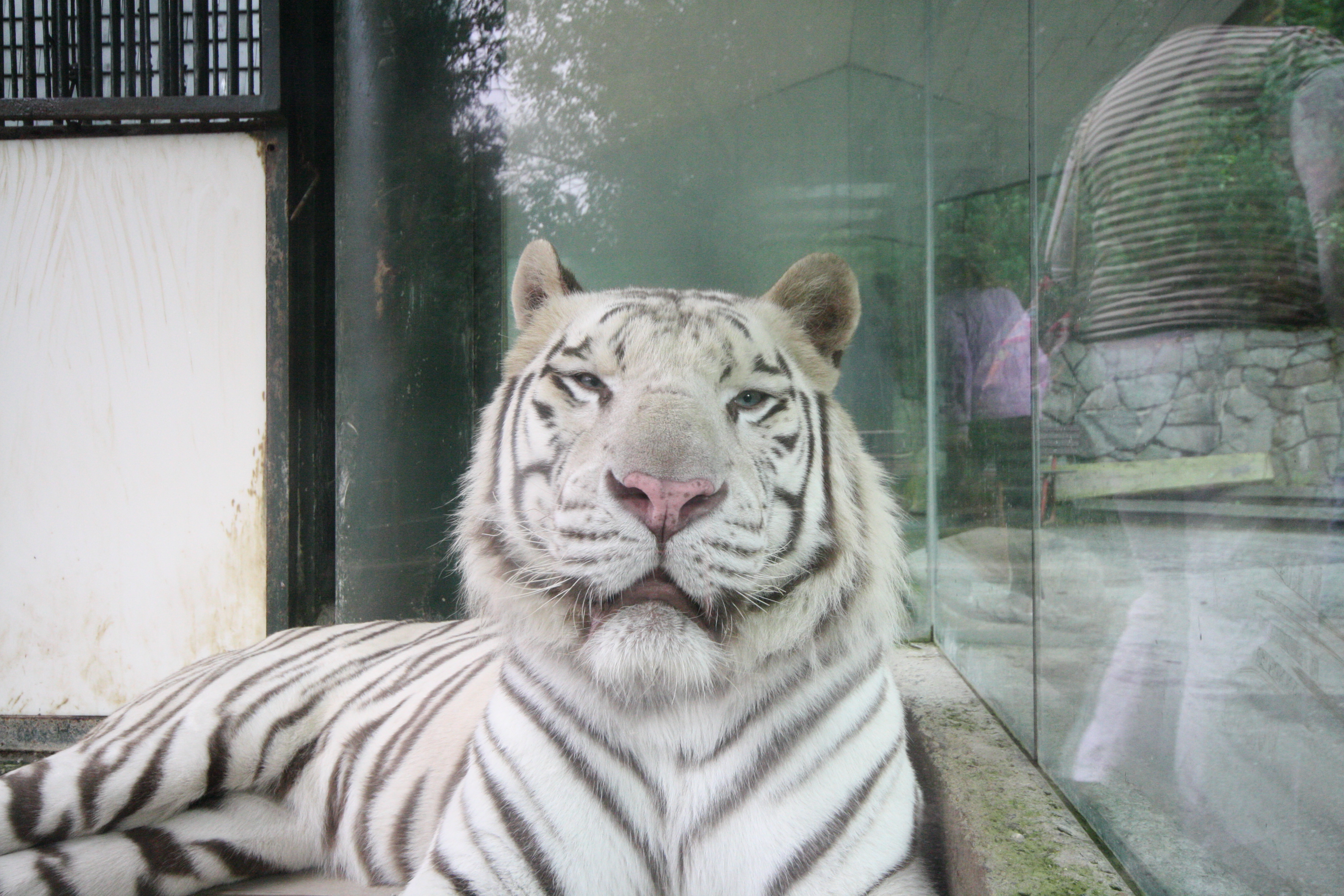
Bílí tygři v liberecké zoo

Městské Divadlo F. X. Šaldy je třísouborové; kromě historické budovy je druhou scénou Malé divadlo. Ve městě se dále nachází Krátké a úderné divadlo, či loutkové Naivní divadlo. Také se zde koná pravidelný festival loutkového divadla Mateřinka, zaměřený na děti předškolního věku. Dříve zde fungovala např. kina Varšava a Lípa, vytlačila je však multikina Cinestar v OC NISA a Cinema City v OC FORUM.
Ze vzdělávacích institucí jsou významné Krajská vědecká knihovna, v jejímž rámci působí i nová synagoga, dále Severočeské muzeum v Liberci, Oblastní galerie Liberec, Botanická zahrada Liberec (rovněž nejstarší v Česku), IQLANDIA, IQPARK, Technické muzeum a DinoPark.
Zoologická zahrada Liberec je nejstarší v Česku, disponuje širokou škálou fauny (asi 143 druhů na 13 ha), včetně velkých savců, jako jsou sloni, žirafy, lachtani a bílí tygři, kteří jsou genetická anomálie a proto velmi vzácná. Zoo se podílí na šlechtitelských činnostech u ohrožených druhů, aby pomohla zachovat genofond.
Další zábavní instituce jsou Dům kultury Liberec, Lidové sady (kulturní a společenské centrum postavené v letech 1900–1901 na konečné tramvaje), Centrum Babylon Liberec, jehož součástí je Aquapark, Funpark, Lunapark, Pixel Game a hotelový komplex s wellness, dále Obchodní centrum Nisa Liberec, největší obchodní, kulturní a společenské centrum na sever od Prahy, a Obchodní centrum Forum Liberec přímo v centru města.

## Školství a vzdělávání

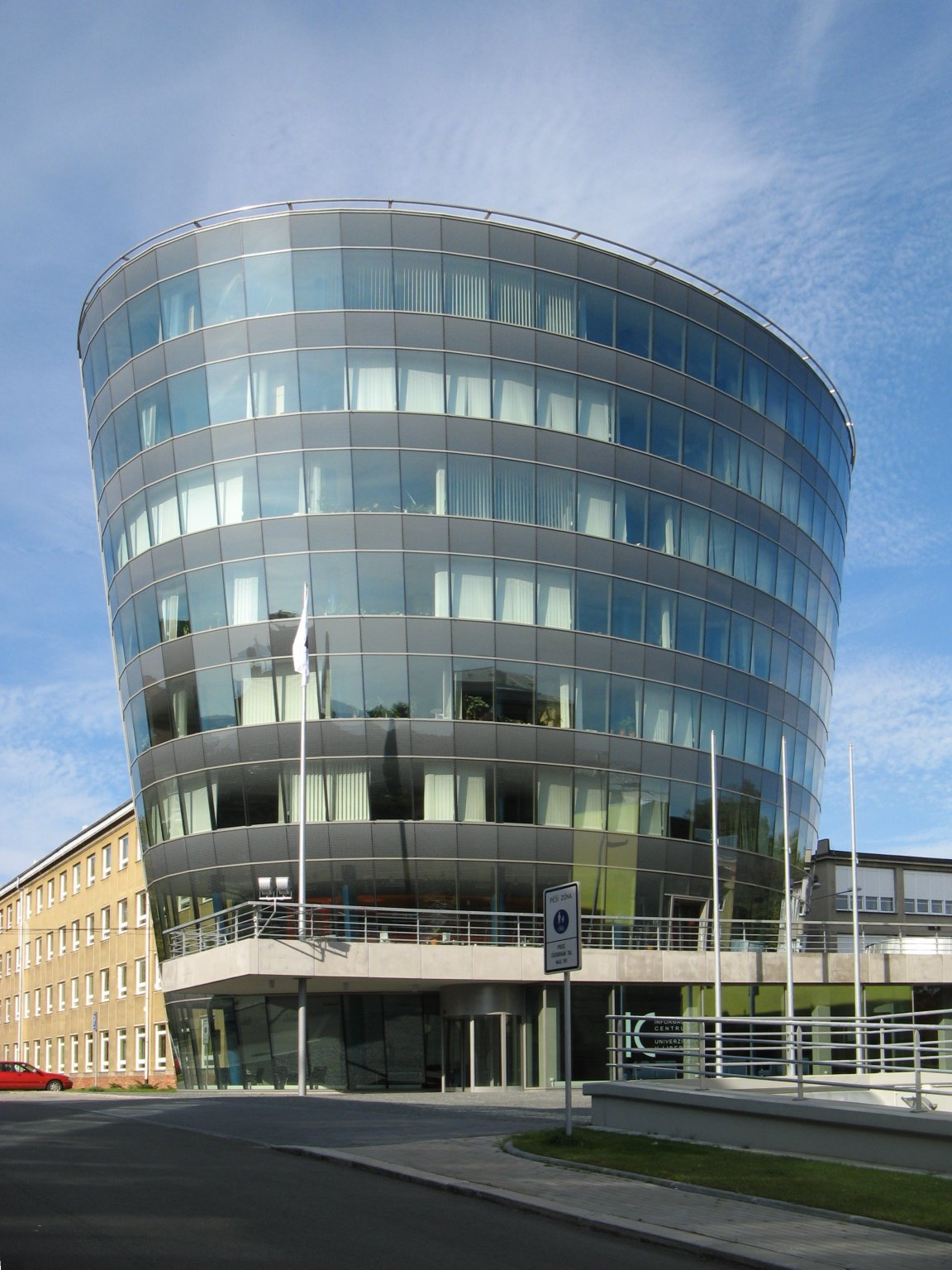
Rektorát Technické univerzity

V Liberci je 36 mateřských škol a 26 základních škol (z toho jedna nižšího stupně a jedna umělecká). Dále 6 středních odborných učilišť a 15 středních odborných škol, včetně škol zdravotnických, čtyři vyšší odborné školy a tři gymnázia, zejm.:
- Střední průmyslová škola stavební Liberec,
- Střední průmyslová škola a Vyšší odborná škola Liberec, která vznikla v roce 2023 sloučením Střední průmyslové školy strojní a elektrotechnická a Vyšší odborné školy Liberec (SPŠSE a VOŠ) a Střední průmyslové školy textilní (SPŠT),
- Obchodní akademie a Jazyková škola Liberec,
- Gymnázium a střední odborná škola pedagogická Liberec,
- Gymnázium F. X. Šaldy,
- a soukromé Doctrina – Podještědské gymnázium, s. r. o.

Z vysokých škol zde funguje zejména Technická univerzita v Liberci, známá výzkumem textilních technologií a nanotechnologií. Kromě ní pak pobočky Vysoké školy Karla Engliše v Brně a Metropolitní univerzity Praha. Vědu a výzkum kromě Technické univerzity provádí také Výzkumný ústav textilních strojů.

## Sport

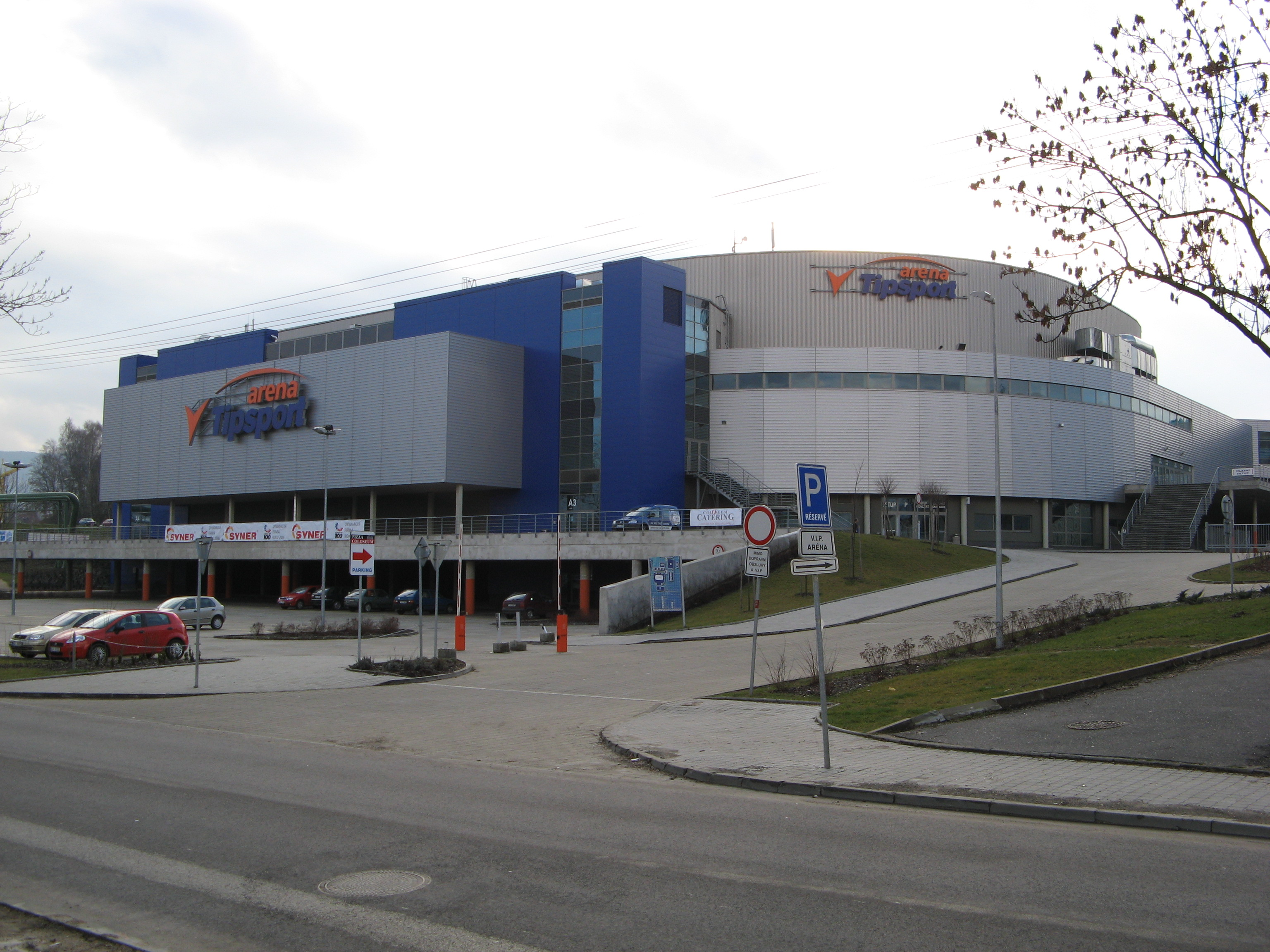
Home Credit Arena, domácí aréna týmu Bílí Tygři Liberec

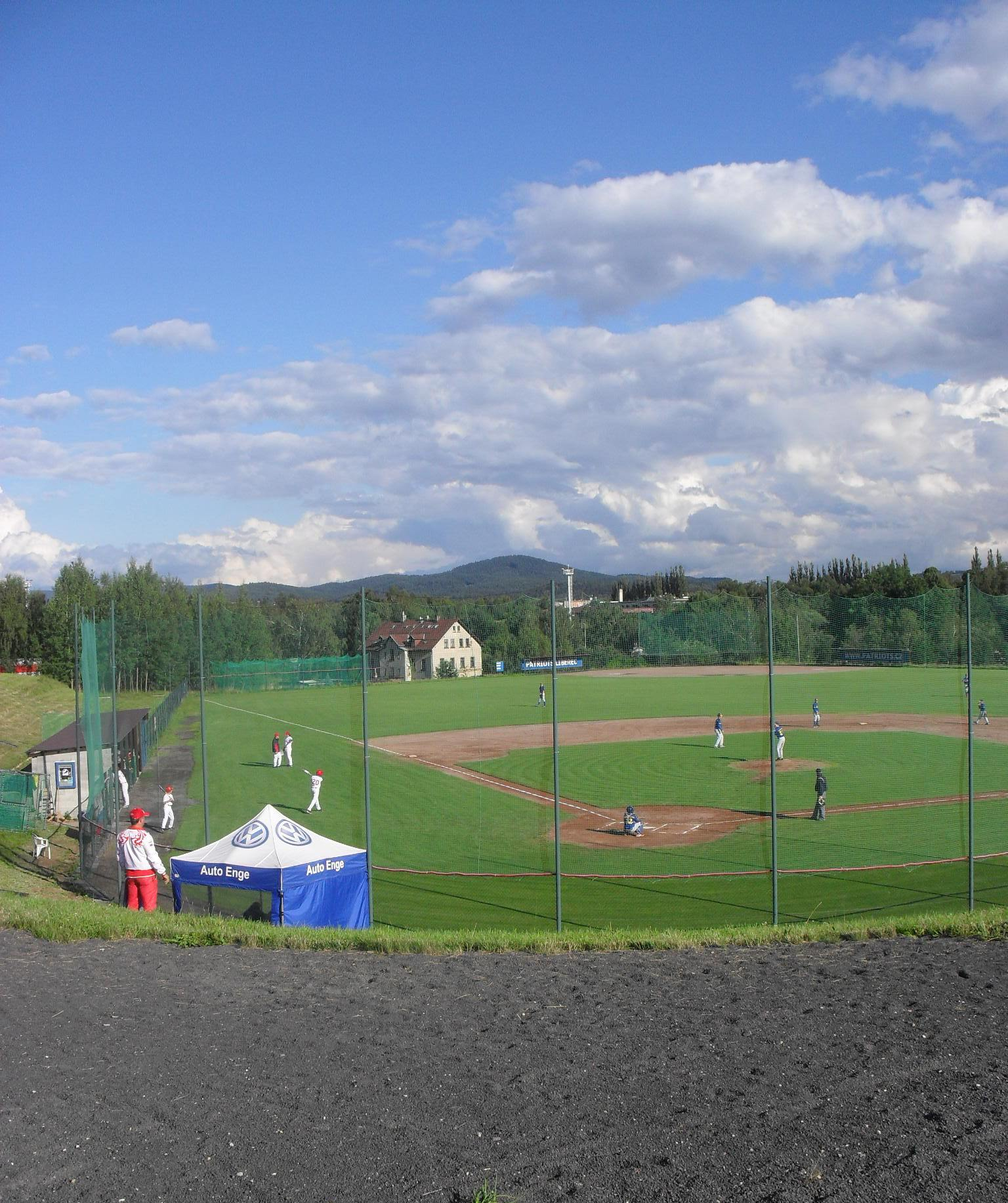
Baseballový stadion

Okolí Liberce i město samo skýtá množství příležitostí k nejrůznějším sportům. K rekreačnímu sportování využívají místní obyvatelé okolních hor, jež vytvářejí ideální podmínky zejména pro turistiku, cykloturistiku nebo běh na lyžích. Na Ještědu je vybudován sportovní areál určený pro sjezdové lyžování, běh na lyžích a skoky na lyžích, pro běh na lyžích byl vybudován běžecký areál ve Vesci. Ke sportování přímo ve městě slouží moderní multifunkční Home Credit Arena, která je domovem extraligového hokejového klubu Bílí Tygři Liberec, fotbalový Stadion U Nisy, domovský stadion Slovanu Liberec, nebo plavecký bazén.
Liberečtí sportovci mají zastoupení v nejvyšších republikových i mezinárodních soutěžích. Nejúspěšnějšími sporty jsou basketbal, volejbal, lední hokej, fotbal, florbal, házená, orientační běh, karate, lyžování a judo.
Od roku 2001 se v Liberci každoročně koná Memoriál Zuzany Krejčové v běhu na 800 metrů. Od roku 2013 se každoročně v srpnu koná mezinárodní tenisový ATP challenger Svijany Open.

## Sportovní kluby
- FC Slovan Liberec – fotbalový klub
- Bílí Tygři Liberec – hokejový klub
- BA Lynx Liberecko – basketbalový klub
- Patriots Liberec – baseballový klub
- AQUA Club Liberec – plavecký klub
- Vem Camará Capoeira Liberec – klub capoeiry
- VTJ Rapid Liberec – fotbalový klub
- AC Slovan Liberec – atletický klub
- TJ Harcov Liberec – oddíl Všestrannosti, atletika, florbal, vybíjená.
- BK Kondoři Liberec – basketbalový klub
- Dukla Liberec – armádní sportovní středisko lyžování
- VK Dukla Liberec – volejbalový klub
- TJ Lokomotiva Liberec
- TJ Sokol Františkov – tělocvičná jednota Sokol Liberec 3-Františkov
- FBC Liberec – florbalový klub
- FBC Panthers Liberec florbalový klub
- Liberec Handball – házenkářský klub
- SKST Liberec – klub stolního tenisu
- Liberec Titans – klub amerického fotbalu
- Sport Aerobic Liberec – klub gymnastického aerobiku
- Andy Liberec – prvoligový klub futsalu
- TJ Slovan Vesec – badmintonový prvoligový klub
- VSK Slavia Technická univerzita Liberec – badmintonový prvoligový klub
- Judoclub Liberec – judistický klub
- LTK Liberec – tenis
- Ski klub Ještěd – klub lyžařů
- SSK Liberec – sportovně střelecký klub

A dalších přibližně 50 sportovních klubů z různých odvětví.

## Osobnosti

### Rodáci

#### Narození do roku 1850
- Christoph Demantius (1567–1643), německý hudební skladatel, hudební teoretik a básník
- Josef Proksch (1794–1864), klavírní pedagog, klarinetista, pianista, varhaník, hudební teoretik a skladatel
- Karl Herzig (1803–1849), český a rakouský podnikatel a politik
- Josef Ginzel (1804–1896), římskokatolický duchovní
- August Corda (1809–1849), mykolog a fytopaleontolog
- Ludwig Ehrlich von Treuenstätt starší (1810–1869), rakouský a český podnikatel a politik
- Franz Nerradt (1817–1890), rakouský podnikatel a politik
- Karl Aßmann (1821–1911), rakouský politik a úředník
- Josef Gahler (1821–1898), rakouský politik a podnikatel
- Franz Siegmund (1823–1900), rakouský a český průmyslový podnikatel a politik
- Wenzel Hecke (1824–1900), rakouský a český agronom, politik a pedagog
- August Uchatzy (1825–1870), rakouský právník a politik
- Franz Liebieg (1827–1886), bankéř, ekonom, politik, průmyslník
- Eduard Redlhammer (1829–1916), rakouský a český podnikatel a politik
- Johann Elger (1834–1886), rakouský a český advokát a politik
- Eduard Herkner (1834–1914), rakouský a český podnikatel a politik
- Johann Liebieg (1836–1917), český textilní průmyslník a politik
- Ludwig Ehrlich von Treuenstätt mladší (1839–1901), rakouský a český politik
- Gustav Jantsch (1840–1925), rakouský podnikatel a politik
- Josef Kahl (1841–1913), rakouský a český podnikatel a politik
- Heinrich Wilhelm Jakowitz (1842–1901), rakouský podnikatel a politik
- Hans Miksch (1846–1904), rakouský architekt

#### Narození 1850–1900
- Karl Kirchhof (1852–1929), rakouský a český podnikatel a politik
- Wilhelm Kiesewetter (1853–1925), český novinář a politik
- Heinrich Prade (1853–1927), sudetoněmecký a rakousko-uherský politik
- Franz Clam-Gallas (1854–1930), mecenáš, velkostatkář, český a rakouský šlechtic, čestný občan města
- Gustav Gross (1856–1935), rakouský a český pedagog a politik
- Albert Redlhammer (1858–1937), rakouský a český podnikatel
- Kamillo Horn (1860–1941), německý hudební skladatel
- Zdenko Auředníček (1863–1932), advokát
- Heinrich Herkner (1863–1932), ekonom
- Karel Buchtela (1864–1946), právník, finanční úředník a archeolog
- František Xaver Šalda (1867–1937), literární kritik a spisovatel
- Josef Seliger (1870–1920), česko-německý politik
- Eduard Rohn (1880–1947), pedagog a politik
- Emil Bobek (1883–1945), československý politik
- Josef Fryml (1888–1940), československý legionář a protinacistický odbojář
- Vlasta Burian (1891–1962), herec a divadelní podnikatel, zvaný „král komiků“
- Rudolf Wünsch (1891–?), politik
- Gustav Beuer (1893–1947), politik
- František Hájek (1894–1943), voják
- Jaroslav Řídký (1897–1956), hudební skladatel a pedagog
- Ludmila Macešková (1898–1974), básnířka publikující pod pseudonymem Jan Kameník

#### Narození 1900–1945
- Arthur Beer (1900–1980), astronom
- Herbert Feigl (1902–1988), rakousko-americký filosof
- Harald Kreutzberg (1902–1968), tanečník a baletní teoretik
- Karel Vacek (1902–1982), hudební skladatel
- Guido Beck (1903–1989), fyzik
- Ludvík Frejka (1904–1952), československý ekonom, politik a publicista
- Klaus Conrad (1905–1961), německý neurolog a psychiatr
- Jiří Kořínek (1906–1989), esperantista a překladatel
- Roderich Menzel (1907–1987), tenista a spisovatel
- Augustin Schramm (1907–1948), komunistický funkcionář, agent NKVD
- Hilde Walterová (1915–2013), československá, rakouská a německá sportovkyně
- Jiří Vršťala (1920–1999), česko-německý herec
- Stanislav Hnělička (1922–2016), voják od Tobruku a Dunkerku
- Otfried Preußler (1923–2013), německý spisovatel pro mládež
- Barbara König (1925–2011), německá spisovatelka
- Jiří Břeň (1929–1995), historik a archeolog
- Jaroslav Masopust (* 1929), lékař, klinický biochemik, profesor Univerzity Karlovy
- Gustav Ginzel (1931–2008), cestovatel a horolezec
- Zdeněk Ježek (1932–2019), epidemiolog a infektolog
- Čestmír Krátký (1932–2016), fotograf, historik umění, etnograf a výtvarný kritik
- Miroslav Štěpánek (1934–2005), historik, archeolog a encyklopedista
- Zdeněk Hnát (* 1935), pianista a pedagog
- Otakar Chaloupka (1935–2013), pedagog, literární kritik, vědec a spisovatel
- Radoslava Kvapilová Brabcová (1935–2021), lingvistka a bohemistka
- Bohumil Tomášek (1936–2019), trenér, sportovní funkcionář a basketbalista
- Sylva Richterová (* 1938), bývalá hráčka basketbalu
- Markus Lüpertz (* 1941), malíř a sochař, čestný občan města
- Barbara Bouchetová (* 1943), německo-americká herečka

#### Narození 1945–1960
- Pavel Hřišný (1946–2007), publicista, prozaik, překladatel a dramatik
- František Rydval (* 1946), skokan na lyžích
- Petr Kučera (* 1947), novinář, historik a politik
- Pavel Pavlík (* 1947), politik
- Jan Adam (* 1948), malíř a sklářský výtvarník
- Alena Bahníková (* 1948), překladatelka
- Tomáš Vondrovic (* 1948), scenárista, režisér, básník a překladatel
- Petr Kavan (* 1949), sochař a řezbář
- Karel Stanner (* 1949), fotbalista a trenér
- Hana Ulrychová (* 1949), zpěvačka
- Jaromír Havlík (* 1950), muzikolog a proděkan HAMU v Praze
- Jiří Moulis (* 1950), bývalý reprezentant v jízdě na skibobech
- Eduard Spáčil (* 1950), klavírista, skladatel a pedagog
- Roman Karpaš (* 1951), publicista, historik, typograf, grafik a nakladatel[34]
- Pavel Vandas (* 1952), architekt, poslanec
- Liana Drahová (* 1953), bývalá krasobruslařka a krasobruslařská trenérka
- Petr Čermák (* 1953), politik, podnikatel a lékař
- Vladimír Resl (* 1953) sáňkář
- Leoš Škoda (* 1953), lyžař a skokan na lyžích
- Oldřich Kaiser (* 1955), herec
- Květa Vinklátová (* 1955), knižní vydavatelka a politička
- Jiří Holubář (* 1956), lékař
- Jiří Hauzer (* 1957), politik
- Štěpán Klásek (* 1957), duchovní a biskup Církve československé husitské
- Dagmar Křížková (* 1958), psychiatrička, sexuoložka a psychoterapeutka
- Zdeněk Vojtěch (* 1958), automobilový závodník

#### Narození 1960–1970
- Jiří Bláha (* 1961), podnikatel a politik
- Karel Diepold (1961–2020), písničkář
- Vladimír Kočandrle (*1961), hudební skladatel, producent a textař
- Jan Ludvig (* 1961), hokejista
- Roman Kumpošt (* 1962), sportovní funkcionář a podnikatel
- Jiří Kittner (* 1963), politik
- Hana Kousalová (* 1963), moderátorka, dramaturgyně a scenáristka
- Ivana Valešová (* 1963), lyžařka a sjezdařka
- Gustav Skála (* 1964), režisér a choreograf
- Michal Žabka (* 1965), režisér a scenárista
- Kamil Halbich (* 1966), herec
- Michal Koleček (* 1966), pedagog, teoretik a kritik umění
- Radim Nyč (* 1966), běžec na lyžích
- Miroslava Pleštilová (* 1966), herečka, pedagožka na pražské DAMU
- Martina Rosenbergová (* 1966), politička
- Jaroslav Zámečník (* 1966), politik a ekonom
- Vojtěch Eliáš (* 1967), katolický kněz, biskupský vikář a pedagog
- Pavel Pěnička (* 1967), fotbalista
- Jarmila Týnková (* 1967), zdravotní sestra, básnířka a spisovatelka
- Veronika Zikmundová (* 1968), významná česká mongolistka
- Petr Brestovanský (* 1969), archeolog a publicista [35]
- Aleš Briscein (* 1969), operní pěvec
- Martin Bulíř (* 1969), lukostřelec a rekordman
- Michal Bulíř (* 1969), hokejista
- Lucie Konečná (* 1969), scenáristka a spisovatelka
- Jaroslav Nedvěd (* 1969), hokejista
- Martin Pěnička (1969–2023), bývalý fotbalista
- Dan Ramzer (* 1969), zemědělský politik a pedagog
- Henryk Mrejzek (*1969), fotograf

#### Narození 1970–1980
- František Gábor (* 1970), politik, ekolog a válečný veterán
- Petr Halberstadt (* 1970), herec
- Zdeněk Orct (* 1970), hokejista a trenér brankářů
- Petr Nedvěd (* 1971), hokejista
- Martin Půta (* 1971), politik a hejtman Libereckého kraje
- Karel Zima (* 1971), herec
- Martin Damm (* 1972), tenista
- Lucie Chroustovská (* 1972), běžkyně na lyžích
- Jan Korytář (* 1972), ekolog, lektor a politik
- Ivan Langr (* 1972), politik
- Pavel Liška (* 1972), herec a komik
- David Švehlík (* 1972), herec
- Miloš Veselý (* 1972), bobista
- Ivan Acher (* 1973), básník a skladatel
- Zbyněk Hauzr (* 1973), fotbalista a trenér brankářů
- Michal Jareš (* 1973), básník, literární historik, kritik, publicista a editor
- Jan Kareš (* 1973), horolezec a fitness trenér
- Ladislav Nosek (1973–2017), bývalý horolezec
- Jaroslav Patočka (* 1973), operní pěvec
- Luděk Zelenka (* 1973), fotbalista
- Richard Culek (* 1974), fotbalista
- Karolina Francová (* 1974), právnička a spisovatelka
- Miloš Englberth (* 1974), malíř
- Tomáš Holub (* 1974), ekonom a pedagog
- Nicol Lenertová (* 1974), moderátorka a zpěvačka
- Jiří Unger (* 1974), religionista
- Petr Dvořák (* 1975), manažer
- Leon Jakimič (* 1975), podnikatel
- Jiří Janďourek (* 1975), architekt a politik
- Marek Řeháček (* 1975), vlastivědný badatel, spisovatel, publicista, právník a rozhlasový pracovník
- David Václavík (* 1975), religionista
- Marek Vávra (* 1975), politik, podnikatel a pivovarník
- Tomáš Enge (* 1976), automobilový závodník
- Pavel Novotný (* 1976), básník, překladatel, germanista a pedagog
- Borek Zakouřil (* 1976), alpský lyžař
- Pavel Andrš (* 1977), římskokatolický duchovní a kanonista
- Pavel Churavý (* 1977), sdruženář
- Petr Jeništa (* 1977), herec
- Tibor Batthyány (* 1978), politik a projektový manažer
- Petr Čadek (* 1978), tanečník
- Kamila Rajdlová (* 1978), běžkyně na lyžích
- David Vála (* 1978), zápasník
- Benjamin Vomáčka (* 1978), fotbalista
- Zuzana Kocumová (* 1979), politička
- Václav Kočí (* 1979), hokejista

#### Narození 1980–1990
- David Hanvald (* 1980), malíř
- Michaela Hejnová (* 1980), atletka
- Lukáš Pytloun (* 1980), podnikatel
- Yemi Akinyemi Dele (* 1981), herec, moderátor, tanečník
- Jakub Čutta (* 1981), hokejista
- Ladislav Hampl (* 1981), herec
- Michal Kvíčala (* 1981), sáňkář
- Olga Lounová (* 1981), herečka a zpěvačka
- Jan Steyer (* 1982), sbormistr, dirigent a varhaník
- Lukáš Derner (* 1983), hokejista
- Martin Ferus (* 1983), fyzikální chemik
- Pavla Havlíková (* 1983), cyklistka
- Kateřina Průšová (* 1983), modelka, roku 2002 Miss České republiky
- Jan Sušer (* 1984), religionista
- Jiří Šisler (* 1984), fotbalista
- Zdeněk Cendra (* 1986), internetový podnikatel a občasný blogger
- Jindřich Gubiš (* 1986), politik a ekonom
- Zuzana Hejnová (* 1986), atletka, olympijská medailistka
- Zuzana Lazarová (* 1986), básnířka a fotografka
- Vojtěch Růžička (* 1986), pokerový profesionál
- Zdeněk Bradáč (* 1987), iluzionista, kouzelník, žonglér, rekordman a eskapolog
- Jonáš Červinka (* 1987), zpěvák a rapper s pseudonymem Lipo
- Miroslav Dvořák (* 1987), srduženář
- Pavel Harant (* 1987), zpěvák a rapper s pseudonymem Paulie Garand
- Marek Němec (* 1988), hudební producent s pseudonymem Kenny Rough
- Petr Novák (* 1988), zápasník
- Michal Novák (* 1989), zápasník
- Jan Polák (*1989), fotbalista

#### Narození po roce 1990
- Michala Kvapilová (* 1990), volejbalistka
- Zita Frydrychová (* 1991), trampolínistka, juniorská mistryně světa, olympionička
- Jakub Děkan (* 1992), zpěvák
- Fiedlerski (* 1992), hudební producent
- Libuše Jahodová (* 1992), sportovní střelkyně
- Ondřej Vinklát (* 1992), tanečník a choreograf
- Petra Hynčicová (* 1994), běžkyně na lyžích
- Vojtěch Drahokoupil (* 1995), zpěvák a herec
- Aleš Stezka (* 1997), hokejista
- Marek Zachar (* 1998), hokejista
- Vojtěch Trojan (* 1999), reprezentant ve sportovním lezení
- Jiří Zlámal (* 2000), fotbalista a vědec
- Michaela Mervartová (* 2003), zpěvačka

### Osobnosti spjaté směstem
- Johann Liebieg (1802–1869), velkopodnikatel, zakladatel rodu Liebiegů, baron, představitel libereckého textilního průmyslu
- Eduard Clam-Gallas (1805–1891), velkostatkář, český a rakouský šlechtic, rakouský generál, čestný občan města
- Václav Šamánek (1846–1916), lékař, organizátor českojazyčného školství a kultury, žil a zemřel v Liberci
- Karl Kostka (1870–1957), poslanec, senátor a starosta Liberce
- Ferdinand Porsche (1875–1951), německý automobilový konstruktér, rodák z Vratislavic nad Nisou
- Max Kühn (1877–1944), architekt a pedagog, žil a zemřel v Liberci
- Konrad Henlein (1898–1945), sudetoněmecký separatista, čestný občan města, rodák z Vratislavic nad Nisou
- Miklós Radnóti (1909–1944), maďarský básník, byl studentem liberecké Vyšší tkalcovské školy
- Svatopluk Technik (1913–2010), architekt, pedagog; rodák z Rašovky, vytvořil první poválečný územní plán města, navrhl Králův Háj, zachránil Valdštejnské domky
- František Peterka (1922–2016), herec, dlouhodobě působil v Divadle F. X. Šaldy, do své smrti žil v Liberci
- Vladimír Zikmund (1925–2020), epidemiolog, který se významně podílel na eradikaci pravých neštovic
- Jiřina a Milan Uherkovi (1930–1989, 1925–2012), zakladatelé a sbormistři dětského pěveckého sboru Severáček
- Karel Hubáček (1924–2011), architekt, držitel Perretovy ceny za vysílač na Ještědu, žil v Liberci
- Franz Peter Künzel (* 1925) redaktor, překladatel české literatury
- Miloš Zapletal (1930–2025), spisovatel literatury pro mládež, skautský redaktor a činovník
- Jaroslav Velinský (1932–2012), spisovatel a hudebník; žil v Liberci 1959–1968 a zachytil tehdejší atmosféru v řadě svých románů
- Miloslav Nevrlý (* 1933), zoolog, publicista, spisovatel, cestovatel, turista a skaut
- Jan Šolc (* 1938), disident, politik, pedagog, čestný občan města Liberce (19. března 2018)
- Přemysl Sobotka (* 1944), senátor ODS (2004–2010 předseda Senátu) a rentgenolog, žije v Liberci od roku 1945
- Vratislav Preclík (* 1946), spisovatel, publicista, vysokoškolský pedagog, místopředseda a spoluzakladatel Masarykova demokratického hnutí
- Hana Fousková (1947–2015), výtvarnice, básnířka a spisovatelka, žila trvale v Hodkách v Podještědí a patřila k výrazným osobnostem liberecké umělecké scény
- Jaromír Typlt (* 1973), básník, esejista, performer; působil jako kurátor Malé výstavní síně, významným způsobem ovlivňoval libereckou kulturu
- Sebastian Navrátil (* 1991), zpěvák; žije v Liberci od 90. let 20. století

## Partnerská města
- Amersfoort, Nizozemsko (1996)
- Augsburg, Německo (2001)
- Naharija, Izrael (1994)
- Žitava, Německo (2004)